# Sorin Adam

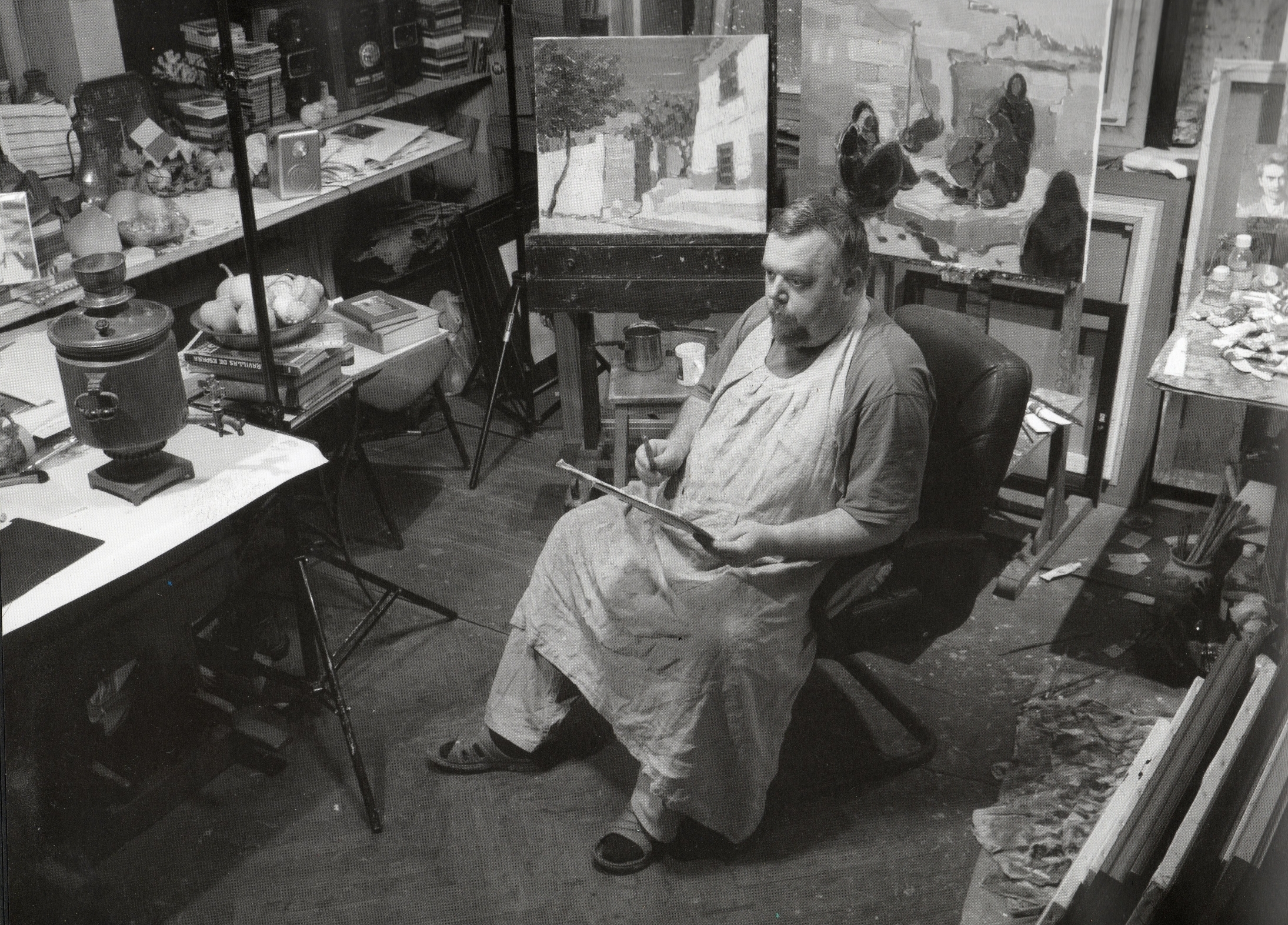
Sorin Adam în atelierul de pe str. Eforie, București

Sorin Adam (n. 22 august 1968, Ploiești, România – d. 29 decembrie 2022, București, România) a fost un pictor și grafician român. A fost  studentul profesorului Vasile Grigore la Academia de Arte „Luceafărul” din București.

## Biografie

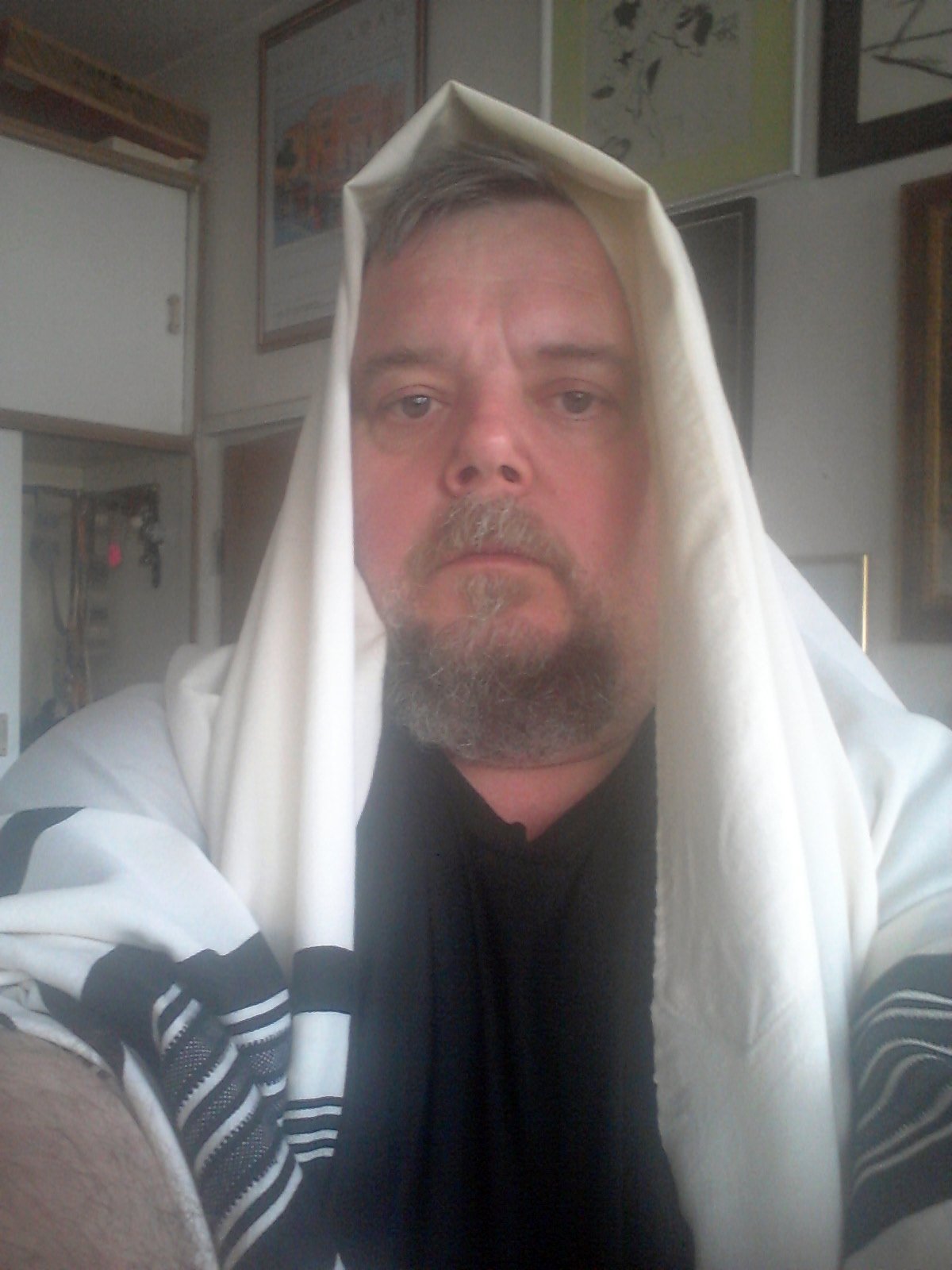
Sorin Adam

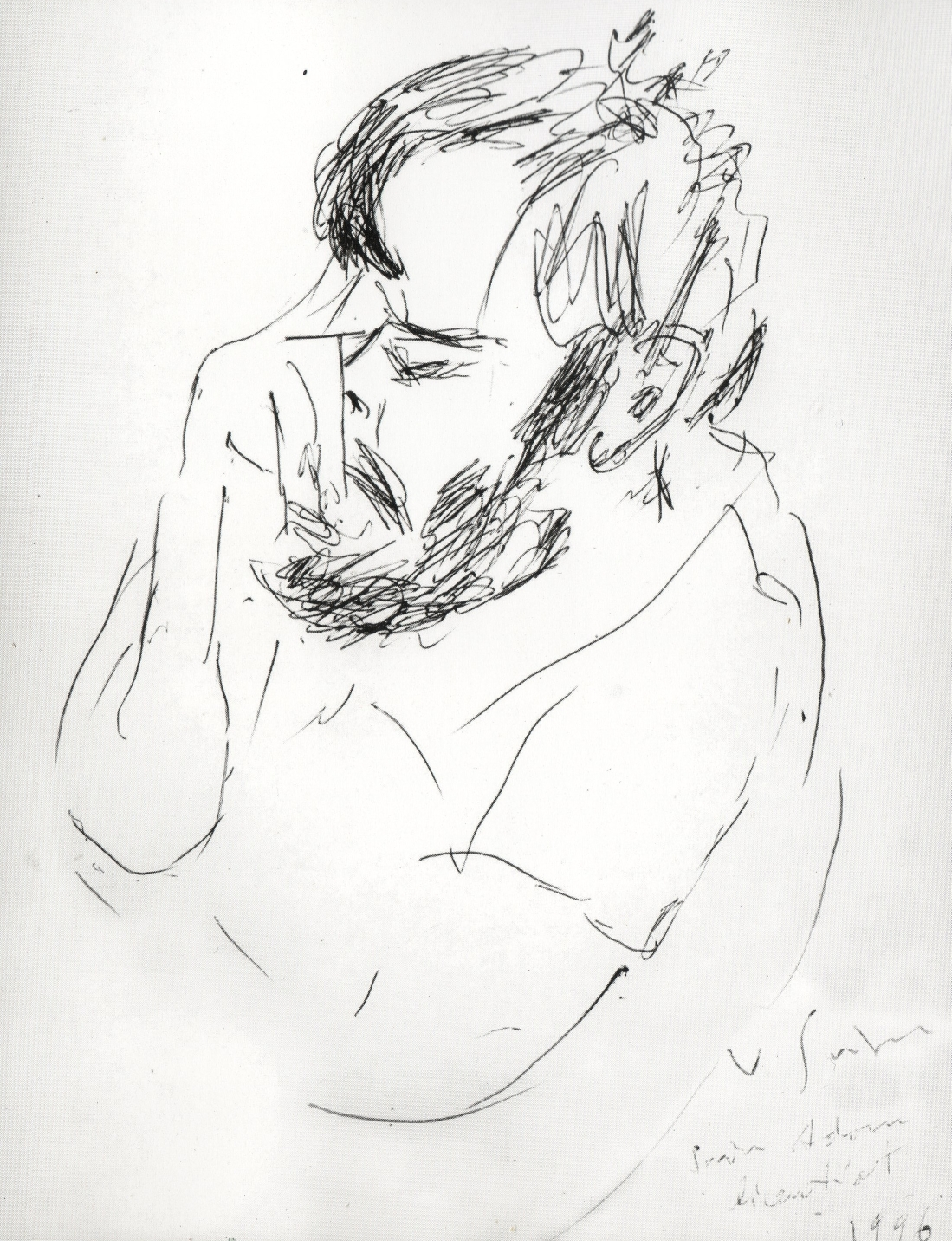
Sorin Adam, realizat de Vasile Grigore

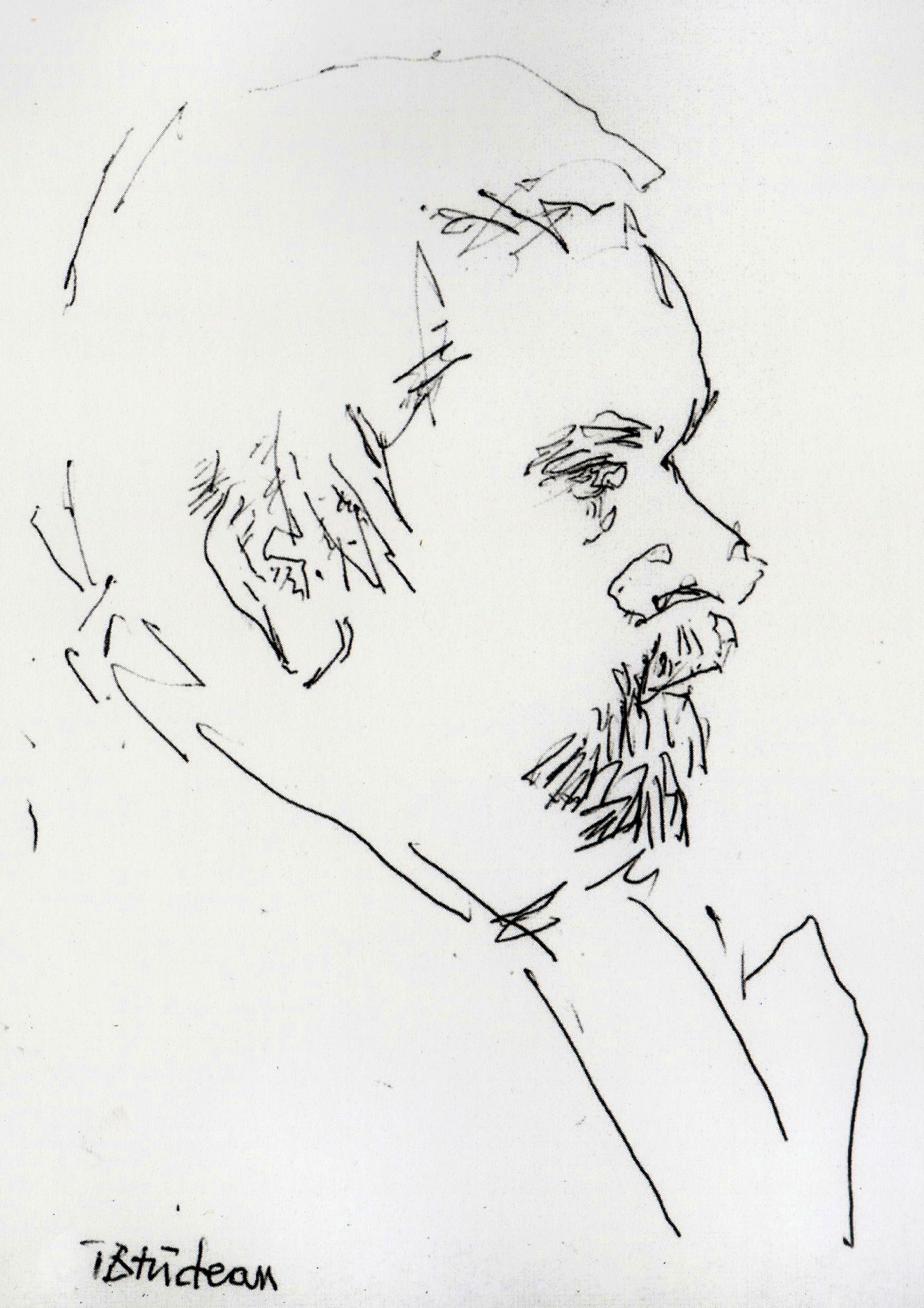
Sorin Adam, realizat de Traian Brădean

Sorin Adam s-a născut în familia colecționarilor de artă ploieșteni Mira Tănase și Victor Adam. Trăind într-o familie unde arta însemna ceva cu totul special, părinții săi nu au încurajat dar nici nu au descurajat tendințele plastice ale fiului lor. La terminarea liceului, familia s-a gândit că cea mai nimerită direcție de urmat a lui Sorin ar fi fost meseria de contabil și de aceea i-au sugerat să urmeze cursurile Academiei de Studii Economice din București. Aceste demersuri au fost, însă, zădărnicite de interesul deosebit pe care Sorin Adam l-a dat la vârsta de 18 ani desenului cu ocazia descoperirii întâmplătoare a unei cutii de pasteluri „Le Franc”, care era un cadou pe care Victor Adam urma să i-l acorde pictorului Vladimir Zamfirescu. Așa cum declara Sorin Adam, această întâmplare i-a schimbat viața:
„Am fost eu însumi mirat de cât de repede m-am lăsat prins în acel joc. Credeam că mă cunosc destul de bine, dar s-a dovedit că lucrurile nu stăteau tocmai  așa.  Evident că nici nu voiam să aud de A.S.E.,  mai  ales că înca din copilărie cochetasem cu scena și urmasem cursuri de actorie  la Teatrul de Stat din Ploiești. Logic ar fi fost, deci, să-mi încerc șansele de a deveni student al Institutului de Artă Teatrală și Cinematografie. Cu toate acestea, m-am trezit că vreau morțiș la Arte Plastice.

După nenumărate discuții cu ai mei, am obținut acceptul lor și am început să mă pregătesc cu Mihai Bandac, de la care am învațat  cât de importante sunt tenacitatea și concentrarea asupra propriei tale  munci. Îmi spunea că lucrul la șevalet se termină atunci când, din cauza oboselii, îți cade pensula din mână. La început am luat asta  ca pe o exagerare, dar pe parcursul pregătirii mele nu numai că  m-am convins că avea dreptate, dar chiar am trăit momente de istovire totală încercând să finalizez câte o lucrare. Păstrez acelei perioade de formare o amintire caldă, încărcată  de nostalgie și de recunoștință, deoarece atunci am reușit să scot pentru prima dată la lumină ceea ce, fără doar și poate, exista în interiorul meu în stare latentă, însă eu ignorasem multă vreme: vocația de a mă exprima prin imagini, prin desen și prin culoare.

Au urmat anii studenției, contactul profesional, dar și uman, prietenesc chiar, cu maeștrii Vasile Grigore, Marius Cilievici, Traian Brădean, Constantin Piliuță. De la fiecare dintre ei am deprins câte ceva prețios, dar cea mai importantă învățătură cu care m-am ales din aceste relații privilegiate a fost aceea că, dacă aspir să ajung cândva ca ei, trebuie să mă feresc să le calc pe urme. Adică să nu mă las fascinat de măiestria lor artistică și să renunț din această cauză  la căutarea propriei mele identitati.”—Sorin Adam - Albumul de grafică realizat cu sprijinul Prospero - Advertising Wizard - 2012, București, pag. 7

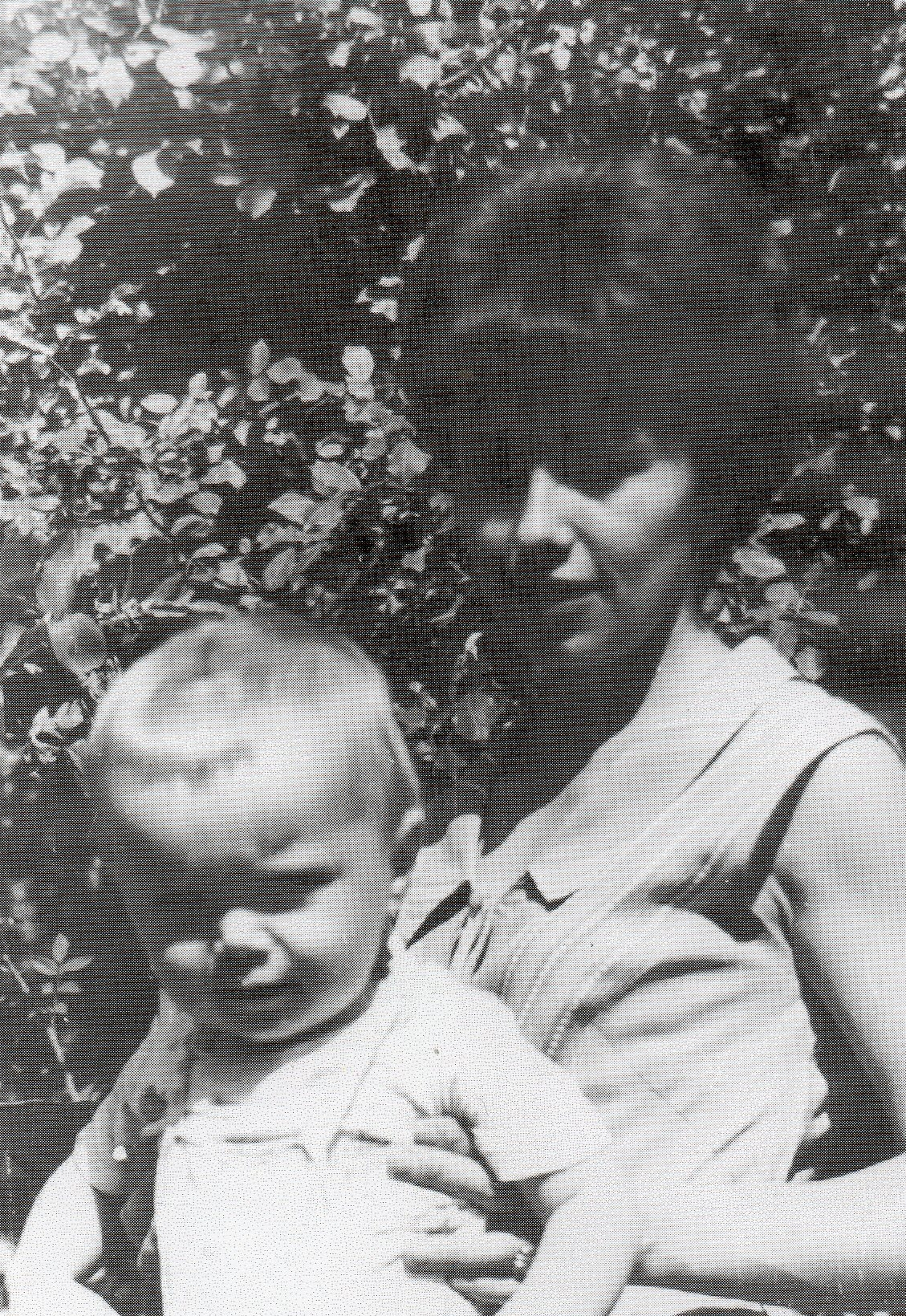
Sorin Adam cu mama sa, Mira
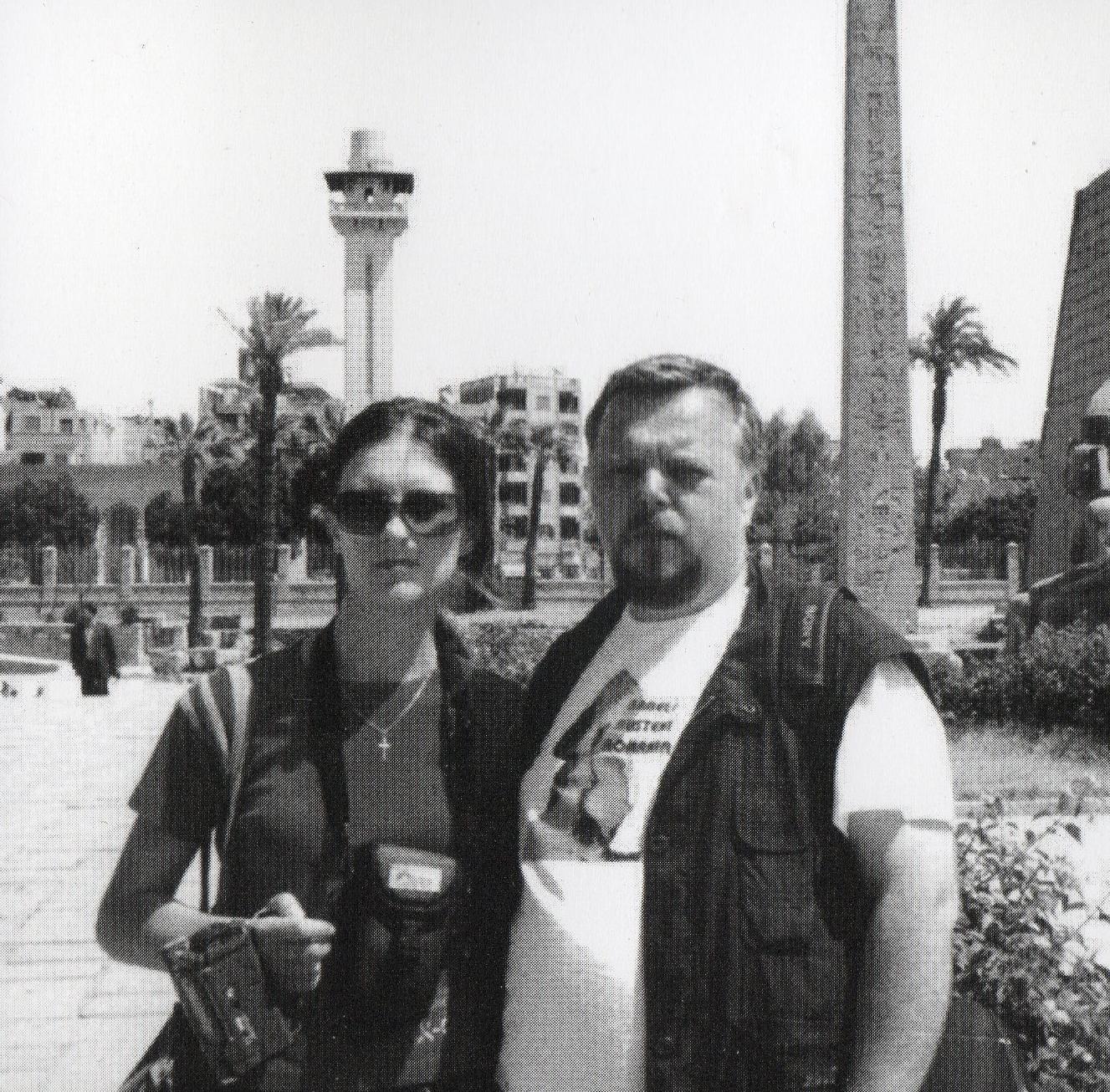
Sorin Adam cu soția Olga, în Egipt
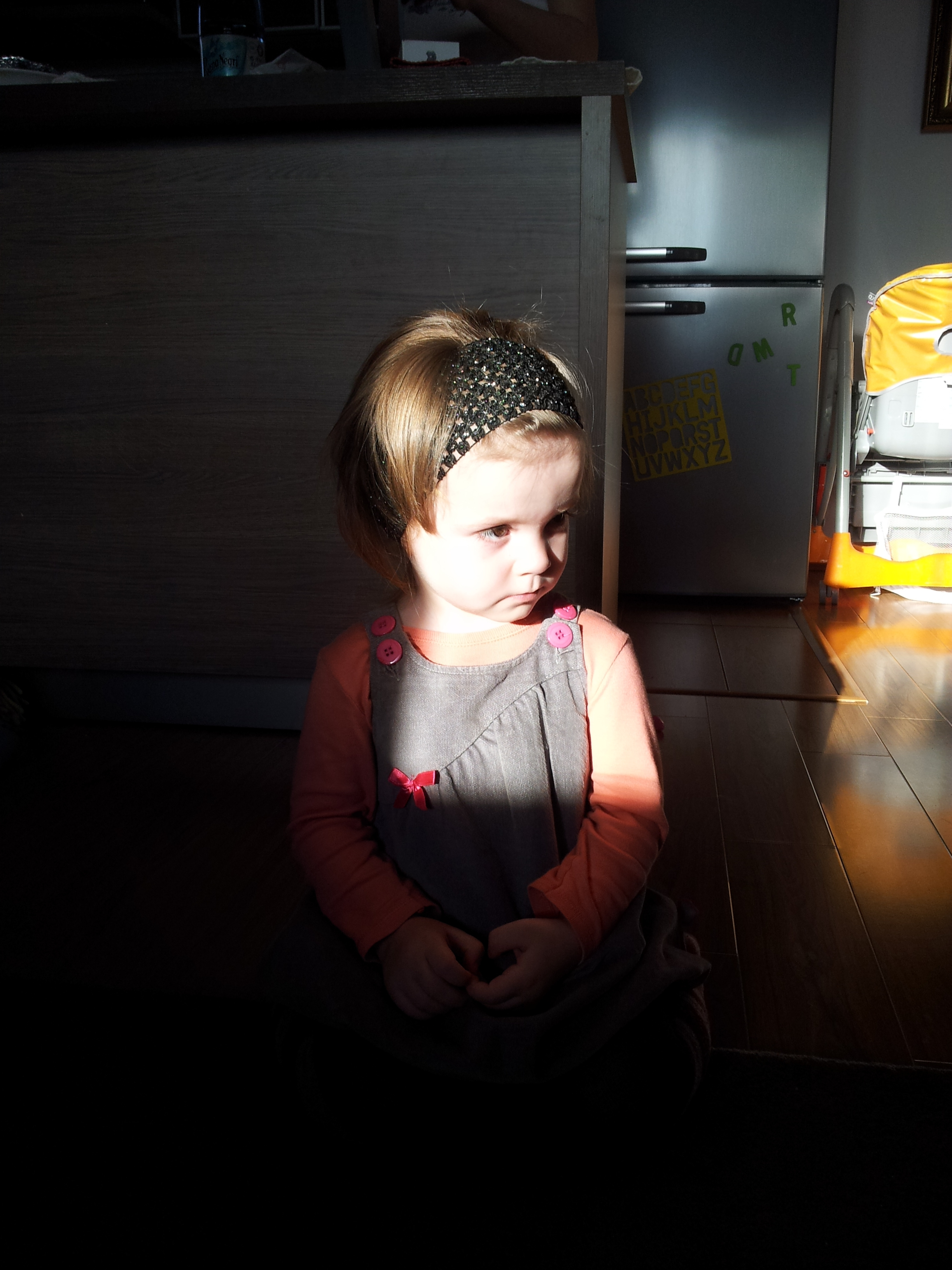
Anastasia, fiica lui Sorin Adam

## Caracterizări
- Sorin Adam despre el însuși:

„Cred că m-a ajutat foarte mult faptul că mi-am descoperit chemarea către pictură la o vârstă la care aveam deja o educație estetică bine conturată, rezultat al contextului  în care mi-am petrecut anii copilăriei. Lucrările din colecția părinților, pe care le vedeam – fie că voiam, fie că nu – zi de zi, întâlnirile cu diverși artiști care ne treceau pragul casei sau la care mergeam noi în vizită, discuțiile la care asistam mi-au stimulat ceea ce eu aș numi sistemul imunitar estetic, așa că nu am mai fost o pradă ușoară atunci când s-a pus problema să intru eu însumi în jocul artistic. Faptul că până la vârsta majoratului nici nu mă gândisem la această posibilitate a fost un alt atu, deoarece în acest fel am dobândit o anumită  neutralitate dezinteresată, i-aș spune chiar obiectivitate, în a judeca operele de artă, fără a fi excesiv de critic, din invidie,  și fără a mă entuziasma conjunctural atunci când aș fi simțit nevoia unui aliat în încercarea de a-mi ascunde propriile mele slăbiciuni.”—Sorin Adam - Albumul de grafică realizat cu sprijinul Prospero - Advertising Wizard - 2012, București, pag. 8

## Critică de artă
- Vasile Grigore - iulie 1999

„Timp de câteva ore, cât am stat în atelierul lui Sorin Adam, am văzut superbe picturi: naturi statice și nuduri de femei de o frumusețe plastică ce caracterizează un artist contemporan cu adevărat reprezentativ.

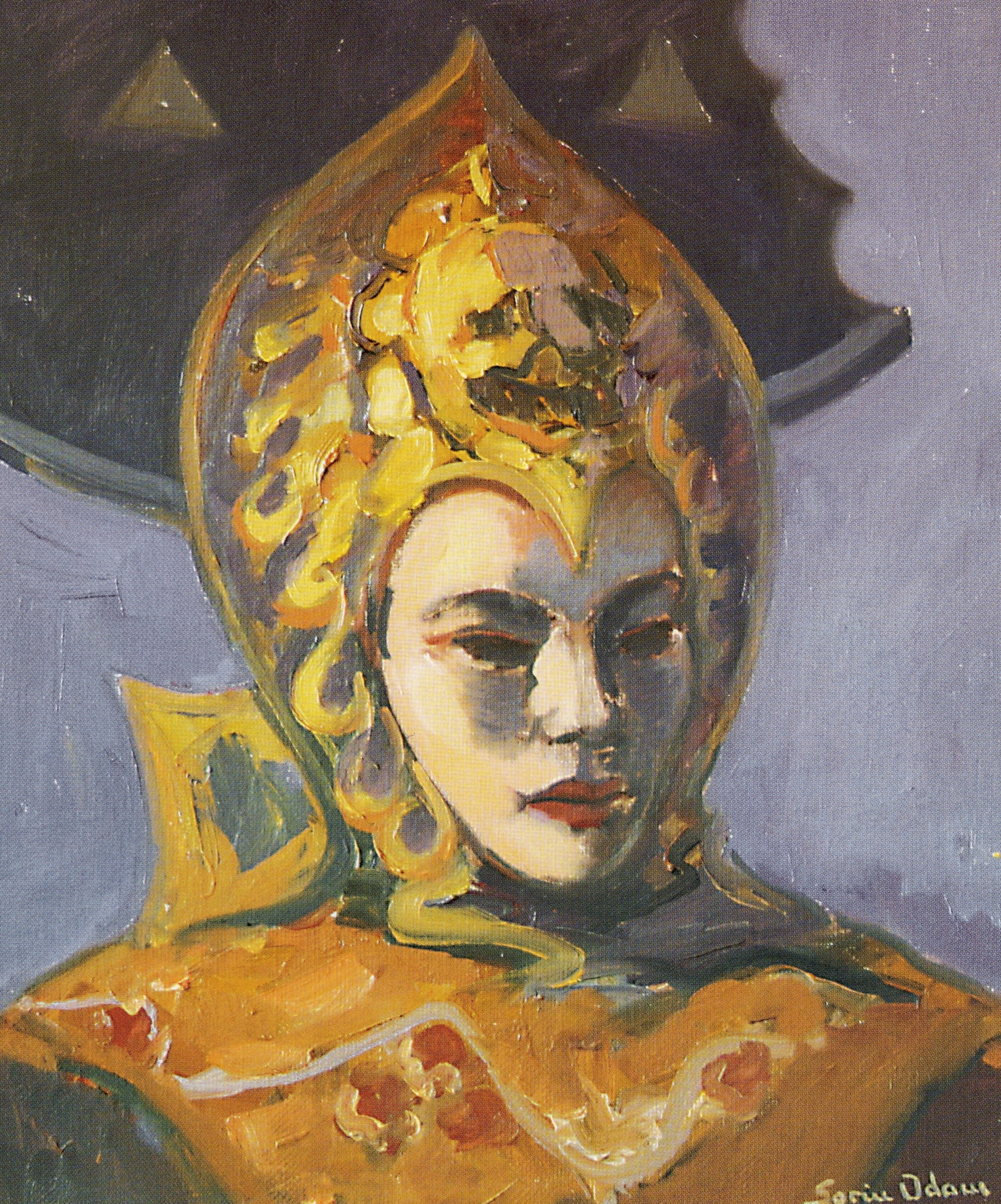
Mască venețiană, 2008

M-am bucurat, de asemenea, privind câteva peisaje italiene, pe care le alătur în timp românesc marilor capodopere ale lui Gheorghe Petrașcu, Nicolae Dărăscu și Corneliu Baba, artiști care au trăit din punct de vedere pictural miraculoase ore și zile în aura venețiană. Sorin Adam este un autentic continuator al acestor iluștri pictori europeni, fiind figurativ prin concept și semntiment, având remarcabile viziuni cromatice în scala luminii și o picturalitate expresivă în care materia - culoare îmbrățișează splendid starea picturală.

Între formă, culoare și valorație, echilibrul plastic este menținut de culoarea autentică, pe care Sorin Adam o simte ca pe o necesitate vitală. De altfel, tocmai echilibrul pictural creat de forme, culori și valorații, indiferent de subiect, definește convingător personalitatea acestui talentat pictor cu destin de mare artist.”—Albumul Sorin Adam - Tipografia Facsimil, Ploiești, 2010, pg.4
- Augustin Costinescu, București, iunie 2009:

„...Incontestabil, talentul de pictor al lui Sorin Adam este înnăscut, dar expresivitatea  artistică și siguranța profesională cu care se manifestă azi sunt, în egală măsură, rezultatul concertat al acumulărilor de cunoștințe, al exercițiului bine susținut și nu în ultimul rând al experienței de viață, inteligent tranferate în sfera propriei creații plastice.

Așa se face că Sorin Adam a ajuns astăzi la deplina sa maturitate artistică și la o formulă armonioasă de exprimare în plan estetic, a cărei esență poate fi enunțată printr-un sugestiv adagiu potrivit căruia "ceea ce este frumos în natură trebuie să fie splendid în spectacolul pictural". Altfel spus, pictura lui încântă ochiul și încălzește spiritul datorită pensulației și materiei generoase cu pastă pusă din belșug care "cântă" și slujește cum nu se poate mai bine sclipirilor unui spirit dionisiac și ale unei senzualități artistice bine temperate de un desen clar, cu certe "amintiri" din arta clasică.”—Sorin Adam - Albumul de grafică realizat cu sprijinul Prospero - Advertising Wizard - 2012, București, pag. 7
- Mihai Constantin

„...Sorin Adam este un exemplu de pictor care a găsit rețeta compozițională și cromatică devreme, are conștiința artistică de sine realizată și a avut noroc să cunoască succesul înainte ca cinismul sau deznădejdea, două sentimente care macină multe suflete de artiști, să-i bată la ușă. Sunt premisele ca Sorin Adam să ajungă un venerat maestru al picturii contemporane românești.”—Sorin Adam - Albumul de grafică realizat cu sprijinul Prospero - Advertising Wizard - 2012, București, pag. 10
- Teodor Moraru

„Nimeni din cei ce vor cu adevărat a zugrăvi o lume nu scapă de oglindirea eului propriu. La Sorin Adam, fire agitată, scriitura sufletului se așterne pe suprafața picturii cu zvâcniri și alunecări ce duc la un plus de tensiune. Apoi, prin voința căutărilor, bolovanii începutului vor fi înlăturați, lăsând liberă calea împlinirilor adânci.

Ne apropiem cu încredere de bucuria cu care am pornit la drum, cu atât mai mult cu cât, suntem convinși că este conștient de marile stavile ce-l așteaptă. Cum arta se face numai cu totală dăruire, așteptarea revelației dă tărie anevoiosului drum spre obținerea adevărului despre sine.

Arta se face din altă artă, noile începuturi se adaugă trecutelor începuturi. Fiind convinși că va ști să-și definească obiectul în mod superior, apropiindu-se, să participăm la propunerea făcută de Sorin Adam.”—Albumul Sorin Adam - Tipografia Facsimil, Ploiești, 2010, pg.7
- Traian Brădean septembrie 1995:

„Sorin Adam a avut acum câțiva ani o expoziție de pictură în orașul natal. Atunci era sub impulsului harului moștenit de la părinți. Când pericolele efectelor optice îi erau necunoscute, rezultatul era adesea o desfătare, i-am salutat apariția cu bucuria celui care cunoaște elanul generațiilor tinere. Este o notă bună și de admirație pentru el. De la prima vedere am simțit că Sorin Adam pare să fi stat în preajma lui Nicolae Tonitza, la Balcic. El chiar a pictat acolo...”—Albumul Sorin Adam - Tipografia Facsimil, Ploiești, 2010, pg.7
- Constantin Piliuță - septembrie 1995

„...Un nou vârtej al vrerii, Sorin Adam este neobosit în a găsi un făgaș al desfășurării sale. Colorist și inteligent gânditor al suprafeței, Adam bate la ușile carierei grele și, cred eu, viitor fructuoase.”—Albumul Sorin Adam - Tipografia Facsimil, Ploiești, 2010, pg.7
- Radu Ionescu septembrie 2004

„Din seria sa, Sorin Adam este, cred, cel care s-a avântat cu mare îndrăzneală și perseverență pe drumul spinos al artei. Îndrăzneala l-a făcut să învețe, iar perseverența să nu renunțe până nu ajunge la un rezultat mulțumitor.

Șansa unor călătorii îmbogățitoare l-a făcut să cunoască orizonturi diverse și să înțeleagă acele discrete date care deosebesc un loc de altul, conferindu-i personalitate și unicitate.
Rezultatul acestor lecții, natura, mediul, natura moartă ne sunt înfățișate astăzi.

Am convingerea că maestrul său, Vasile Grigore, poate fi mulțumit de elevul lui.”—Albumul Sorin Adam - Tipografia Facsimil, Ploiești, 2010, pg.7
- Corneliu Antim

„Sorin Adam este unul dintre rarii continuatori ai picturii cu iz salonard, în tablourile sale dăinuind multe dintre atributele atmosferei interbelice a plasticii românești. Unele stângăcii în desen sau în definirea formelor, specifice anilor de studiu, trădează o lipsă de discernământ a tânărului pictor în alegerea lucrărilor apte să intre pe simeze. Rostirea artistică, eseul creativ reclamă o coerență a expreiei plastice, o viziune omogenă asupra parcursului artistic străbătut. Cu toate acestea... are o serie de calități, care atestă vocația pictorului pentru temele consacrate de marea pictură: nud, natură statică, portret. Genuri în care Sorin Adam se exprimă cu destulă dezinvoltură, cu un simț coloristic bine strunit, în tonalități de o solaritate și cordialitate care se rețin, impresia vizuală fiind consistentă și de durată.

Pictorul desenează direct în culoare, în tradiția tonitziană sau palladistă, dar fără a supralicita moștenirea unor astfel de modele ilustre. Sorin Adam are conștiința propriei valori și mai are zestrea nativă a pictorului care își in misia în serios, școala pe care o urmează nefiind doar un stadiu circumstanțial, ci unul inițiatic, în înțelesul înalt al cuvântului.”—Sorin Adam - Albumul de grafică realizat cu sprijinul Prospero - Advertising Wizard - 2012, București, pag. 12

## Activitatea expozițională

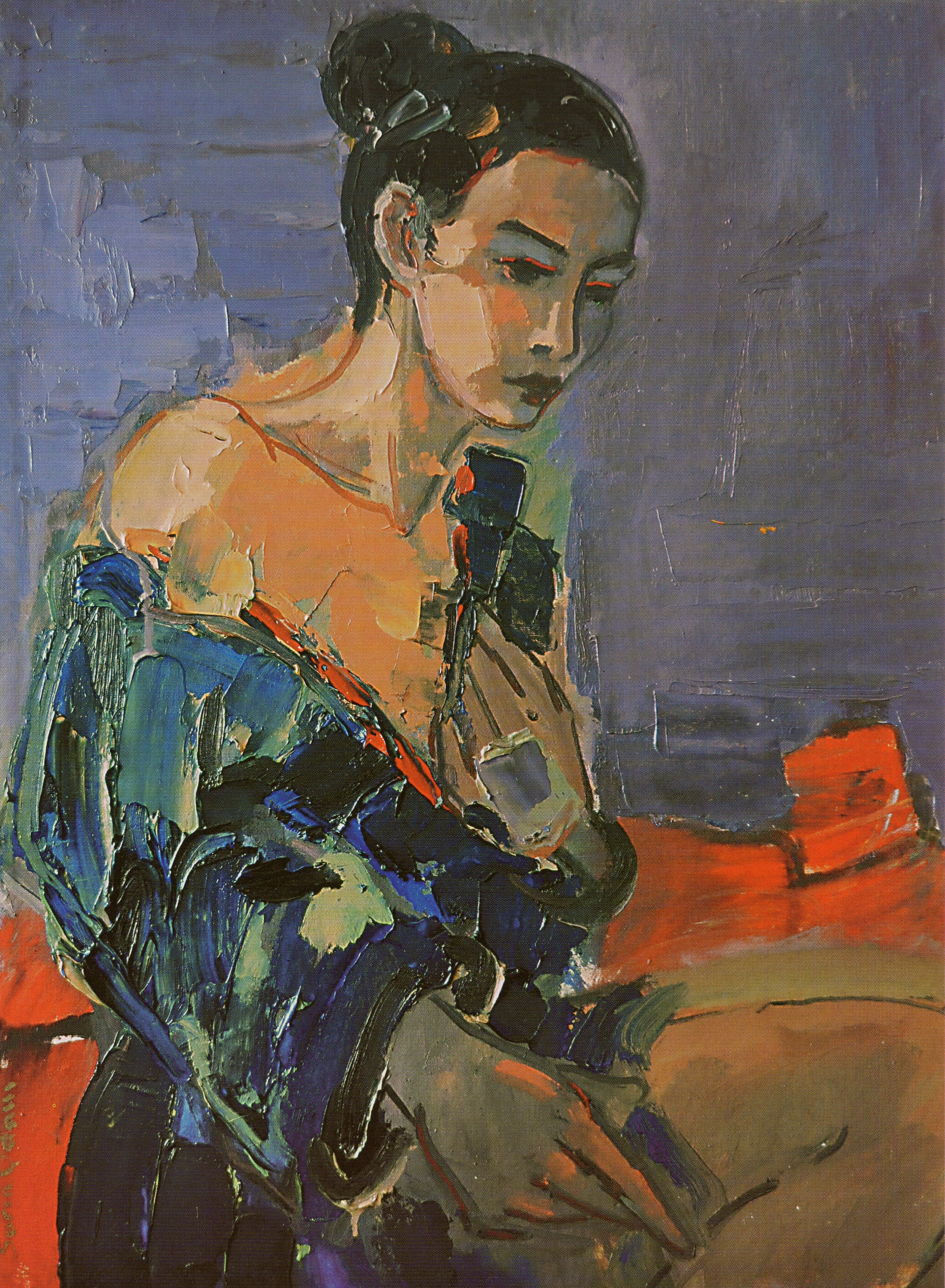
„Melancolie", 2002

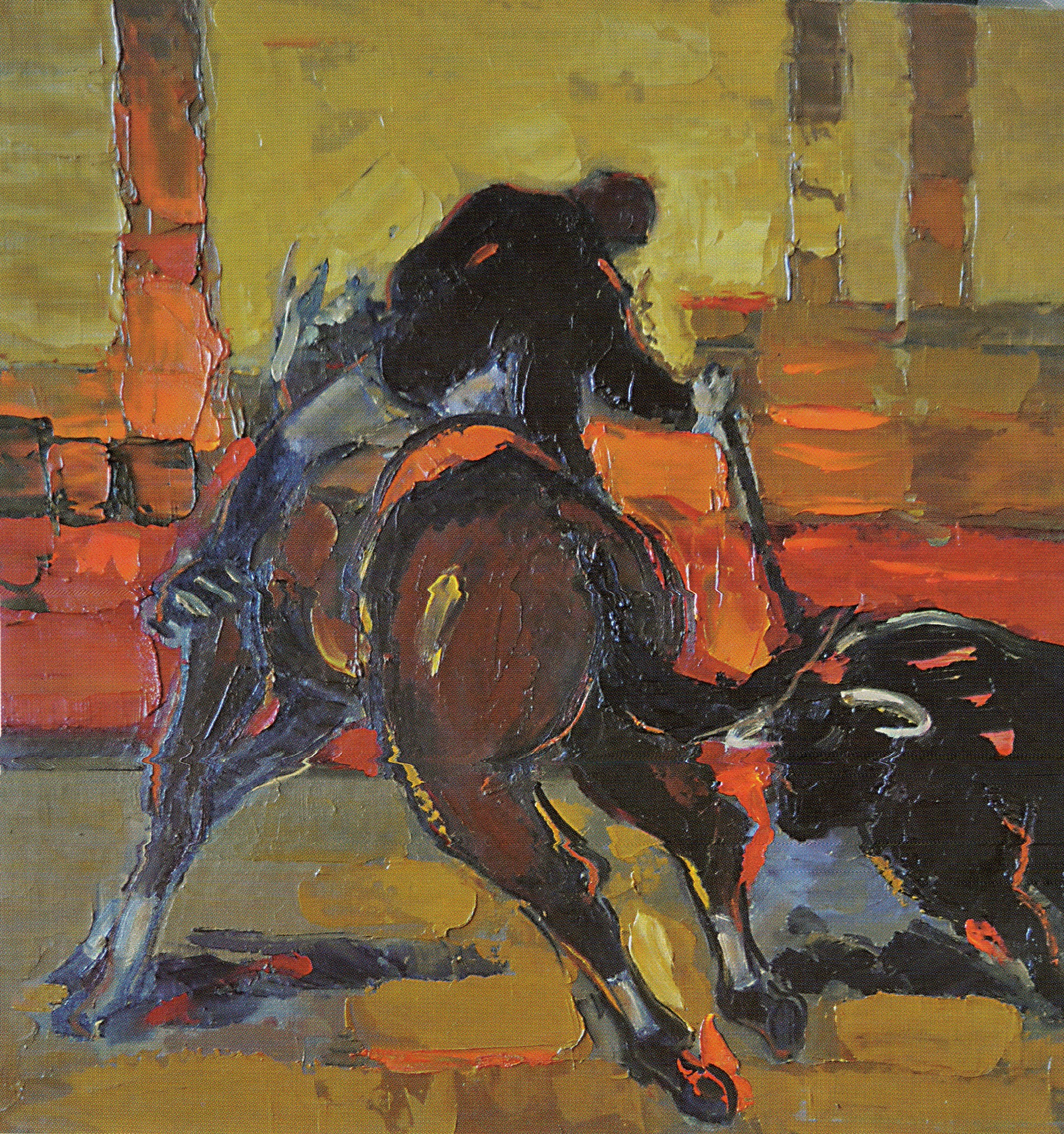
Corida II, 2007

### Expoziții de grup
- 1990 - RHO (Milano), Italia
- 1990 - 14 Settimana Internazionale della Arte (Milano) RHO, Italia
- 1990 - Salonul de Grafica RHO (Milano), Italia
- 1991 - Expoziția internațională "Amicii del Pomero" (premiul si medalia) RHO (Milano), Italia
- 1992 - Salonul Național de Grafică Il Falcone Montepascali (Grossetto)
- 1993 - Salonul Național al Tineretului, Teatrul Național
- 1994 - 1995 - Salonul Municipal București (TNB)
- 1996 - Galeria de artă "Apollo", București
- 1996 - Bienala „Gheorghe Petrașcu”, Târgoviște
- 1997 - Salonul de iarnă Ploiești
- 1998 - Salonul Național de Acuarelă - Cercul Militar Național - București
- 1998 - Bienala „Ion Andreescu”, Buzău
- 1998 - Salonul internațional, Reșița
- 1998 - bienala „Gheorghe Petrașcu” Târgoviște
- 1999 - Salonul Național de Pastel - Cercul Militar Național București
- 2001 - Salonul Național de Artă București
- 2002 - Târgul Internațional de Arte Frumoase București
- 2002 - Salonul Național de Artă București[7]
- 2002 - Salonul Național de Artă București, Sala Dalles
- 2009 - Galeriile Municipiului București
- 2009 - Festivalul „George Enescu”, București
- 2010 - Salon Național de Artă "Atingeri și Semne" la Palatul Parlamentului - Sala „Constantin Brâncuși”
- 2010 - "Iarna în pictura românească în colecții particulare" - Muzeul Municipiului București, Palatul Șuțu[8]

### Expoziții personale

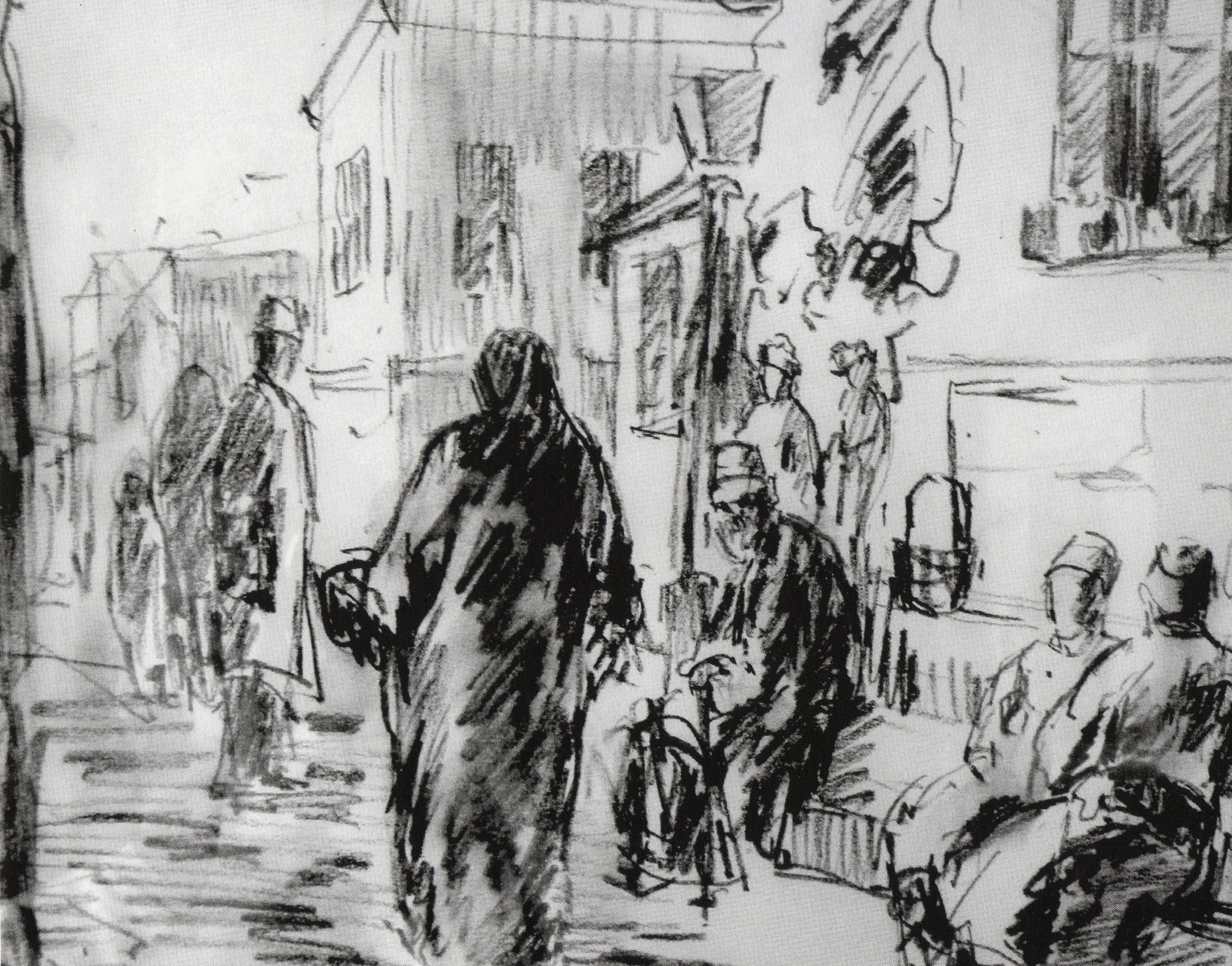
Schiță

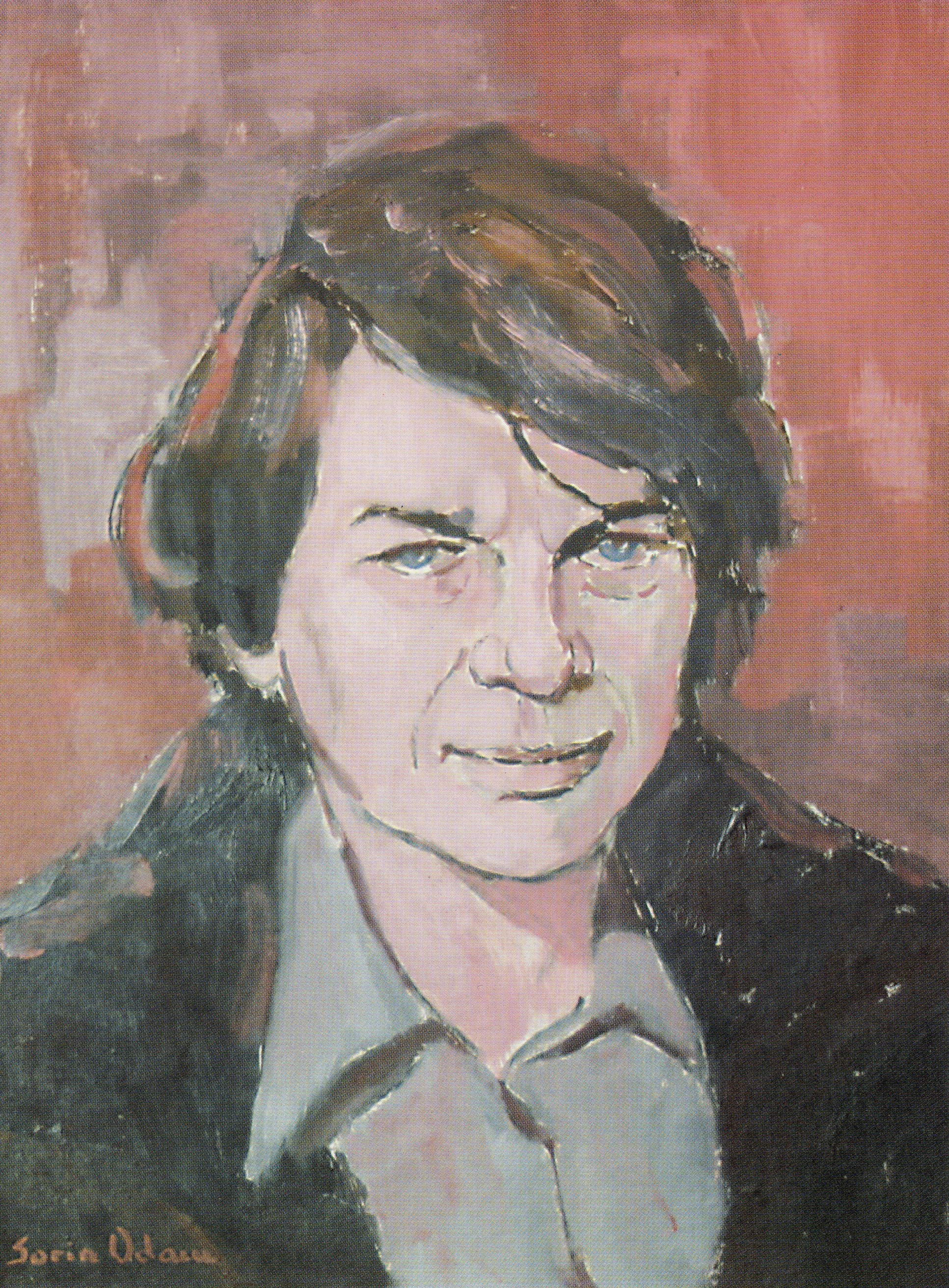
Nichita Stănescu

- 1993 - Galeriile de Artă ale Municipiului București
- 1994 - Galeriile de Artă ale Municipiului București
- 1995 - 1996 - Galeriile de Artă ale Municipiului București
- 1997 - Florența, Italia
- 1997 - Galeriile de Artă ale Municipiului București
- 1997 - Muzeul de Artă din Constanța
- 1998 - Corropoli Abruzzo Italia
- 1999 - Cercul Militar Național București
- 2002 - Cercul Militar Național București
- 2003 - Muzeul de Artă Ploiești[7]
- 2003 - Muzeul de Artă și Istorie al Municipiului București
- 2004 - Cercul Militar Național București
- 2006 - Cercul Militar Național București
- 2007 - Institutul Cultural Român, Istanbul Turcia
- 2008 - Cercul Militar Național București
- 2009 - Palatul Beldiman Iași
- 2009 - Galeria Occident București
- 2009 - Galeriile de Artă ale Municipiului București[8]
- 2011 - Galeria de Artă "Frezia", Dej
- 2014 - Cercul Militar Național București
- 2014 - Muzeul de Artă Constanța
- 2014 - Salonul Național "Ion Andreescu" - Buzău
- 2015 - Galeria de Artă "Calea Victoriei 33"
- 2015 - Muzeul de Artă Constanța, expoziție organizată de Centrul Cultural Turc - Yunus Emre

## Opera
Pentru ca Sorin Adam să ajungă la forma actuală, la stilul său caracteristic, a fost confruntat cu numeroase căutări și incertitudini.  Curentul artistic cel mai apropiat artistului, este postimpresionismul, cu unele interpretări personale ale fovismului, precum și elemente românești ale picturii clasice interbelice, clasice. Printr-un astfel mod de interpretare, Sorin Adam reușește să alăture limbaje diferite precum și viziuni cromatice ce aparțin unor creatori foarte diferiți cum au fost: Georges Seurat, Henri Matisse și André Derain precum și Ștefan Luchian, Nicolae Tonitza și Nicolae Dărăscu. Acestor mari maeștri li se alipesc Vincent Van Gogh, Eugène Delacroix, Paul Cézanne, dar și Constantin Piliuță, Alexandru Ciucurencu și Vasile Grigore. Prin acești pictori iluștrii ai culorii, Sorin Adam își creează practic o genealogie excesiv de aglomerată, așa cum, de fapt el singur o recunoaște. O performanță în sine o reprezintă și modul cum Sorin Adam își găsește direcția proprie, prin interpretare personală, fără a recurge la experimente artificiale în acest păienjeniș de tentații estetice și influențe stilistice ale predecesorilor.

### Portrete
„Portretul... - punte de încercare a talentului în arte vizuale - reprezintă o altă modalitate de manifestare a înregistrării native și a serioaselor studii picturale, profesionale. Lumea circarilor, a poeților trubaduri și a femeilor fatale (Bufonul, Portret I, II; Mască venețiană I, II, III, Compoziție reprezentând o femeie și un bărbat dormind pe pajiște), în care finețea și forța de succedare a chipurilor se împletesc cu veritabile explozii cromatice și aui varietatea de gânduri, planuri și amăgiri care conferă culoare și parfum vieții, ne dovedesc că, și din acest punct de vedere, ne aflăm în fața unui pictor stăpân deplin pe toate mijloacele artei sale...”—Augustin Macarie în Sorin Adam - Albumul de grafică realizat cu sprijinul Prospero - Advertising Wizard - 2012, București, pag. 14

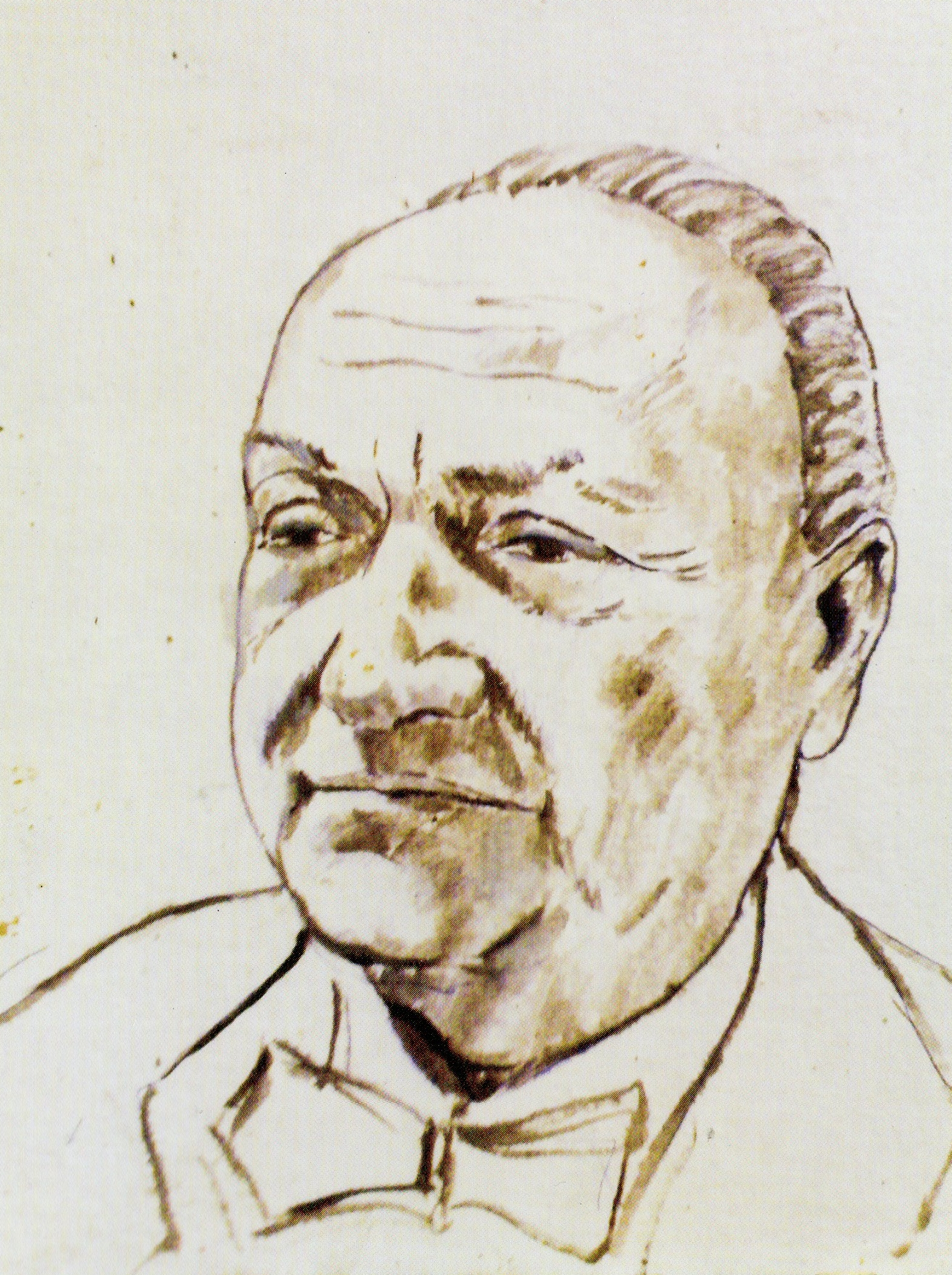
profesorul Vasile Burlui
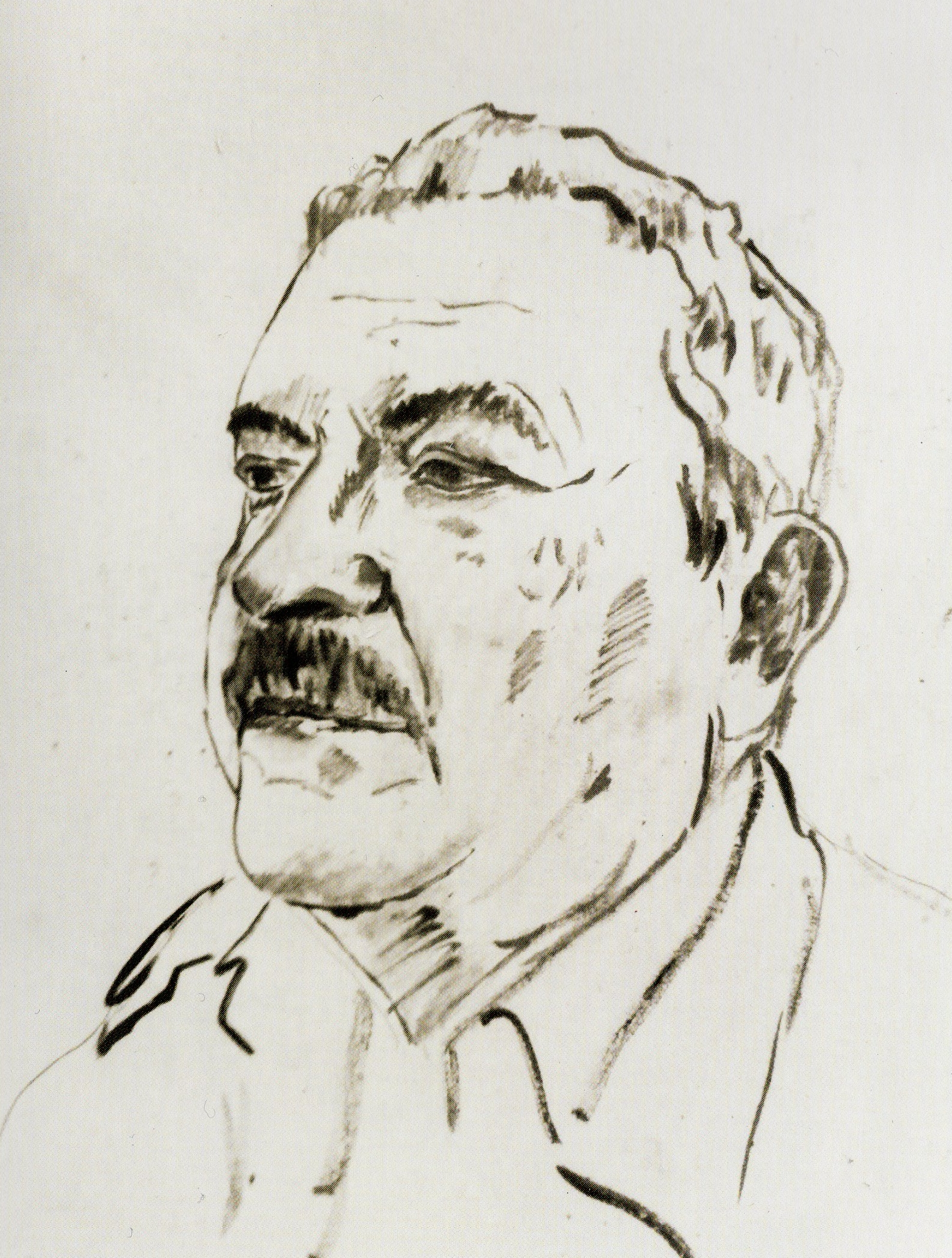
Vasile Halikias
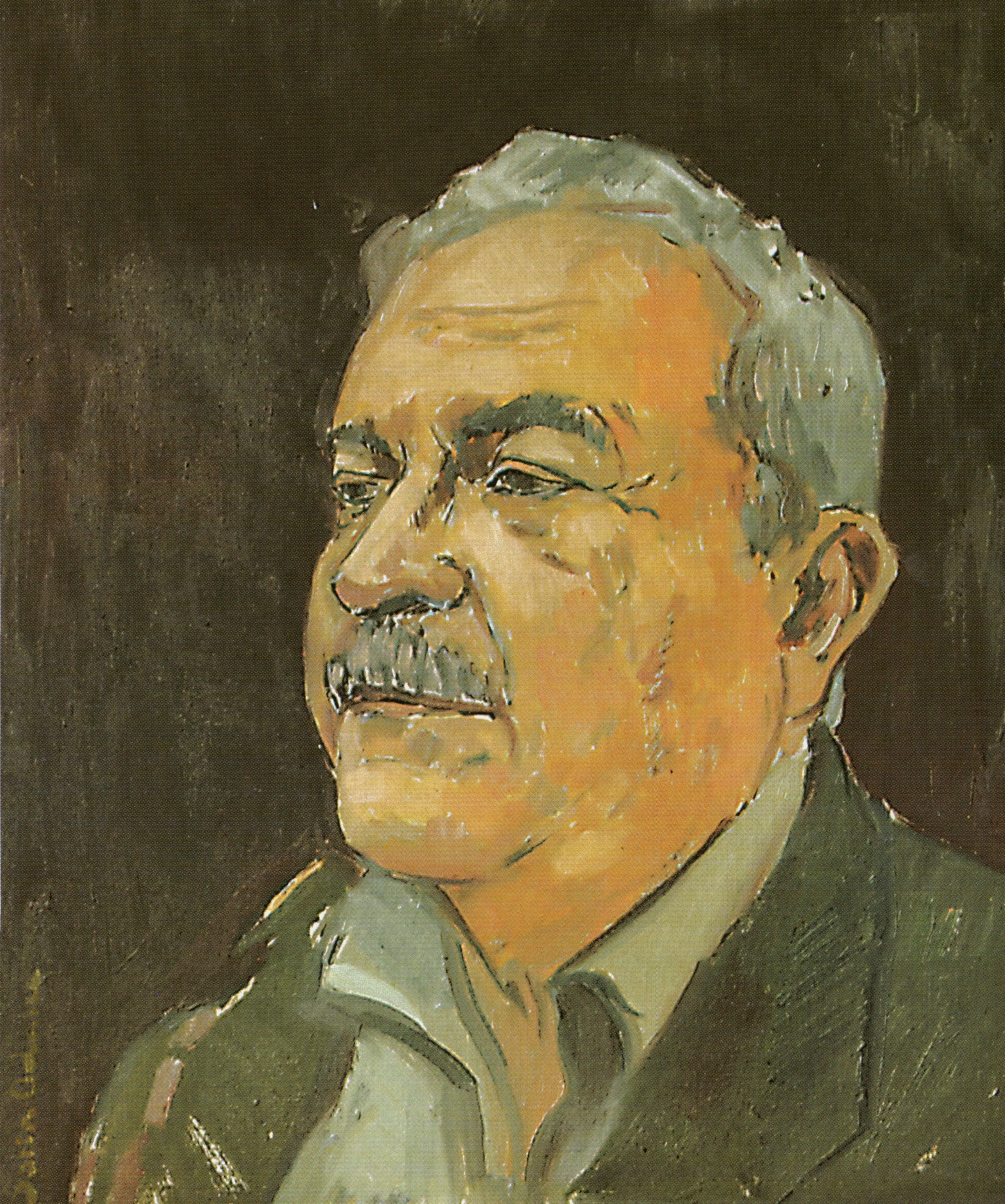
Vasile Halikias
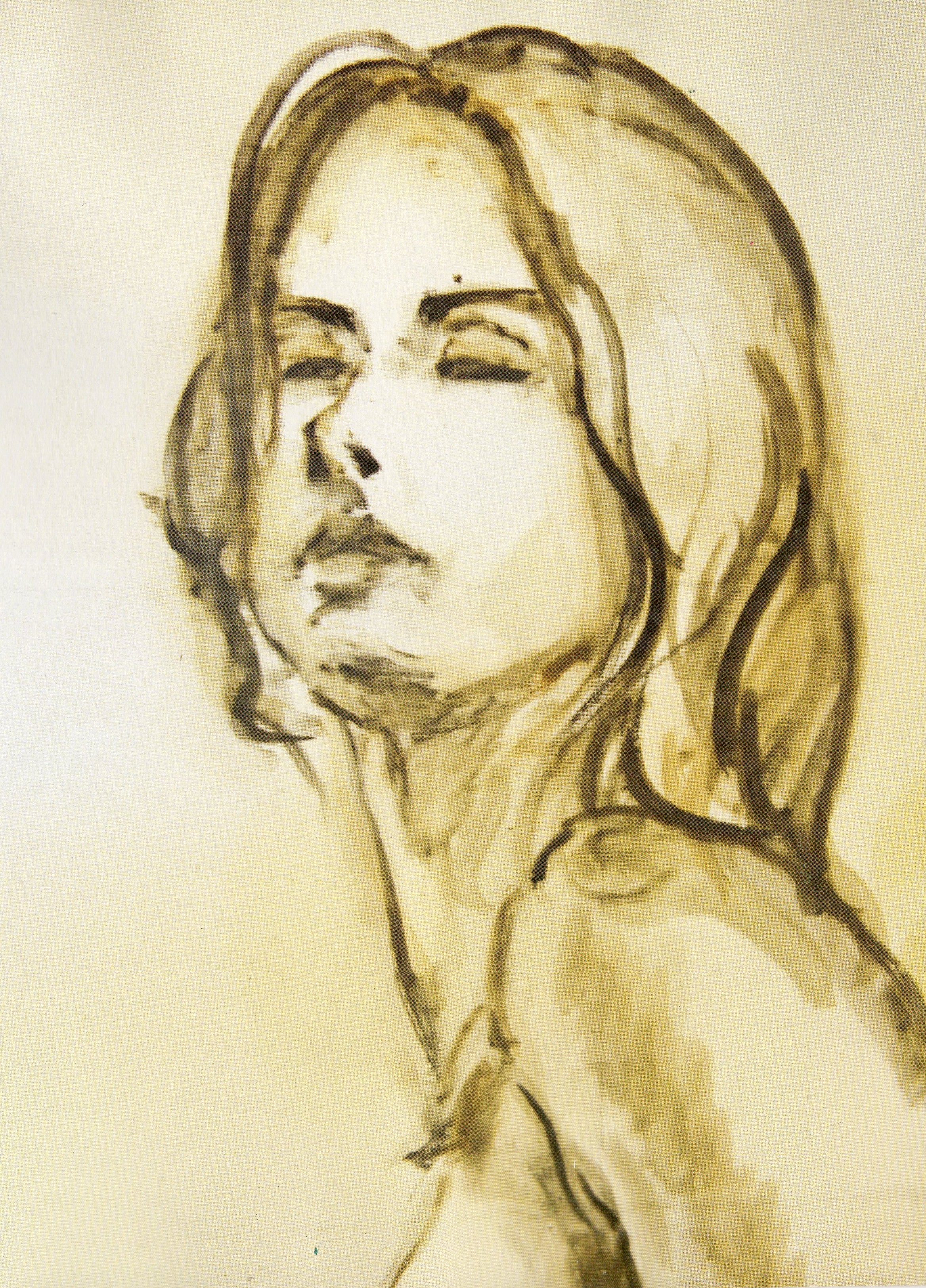
Studiu de portret (6)
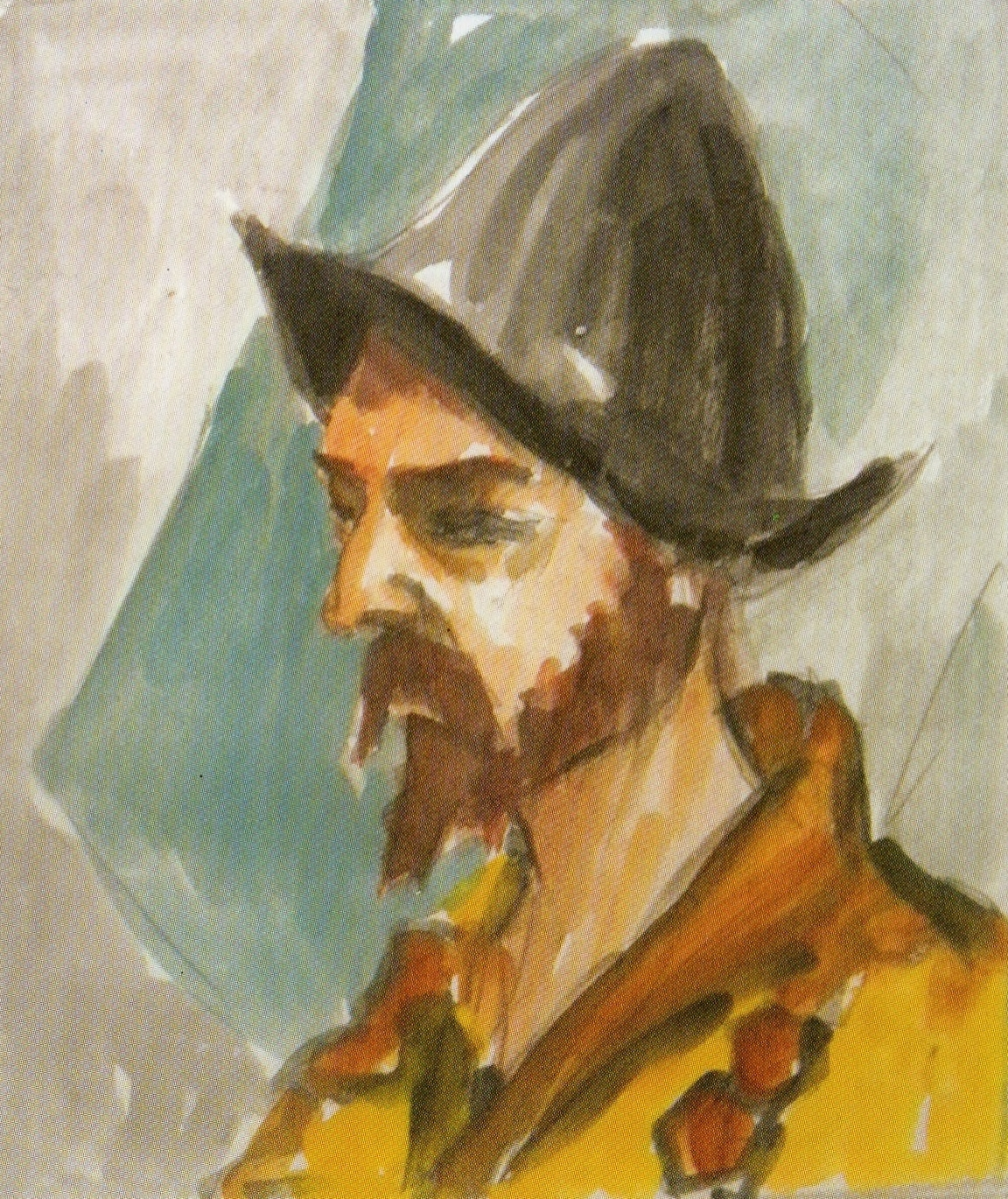
Studiu de portret
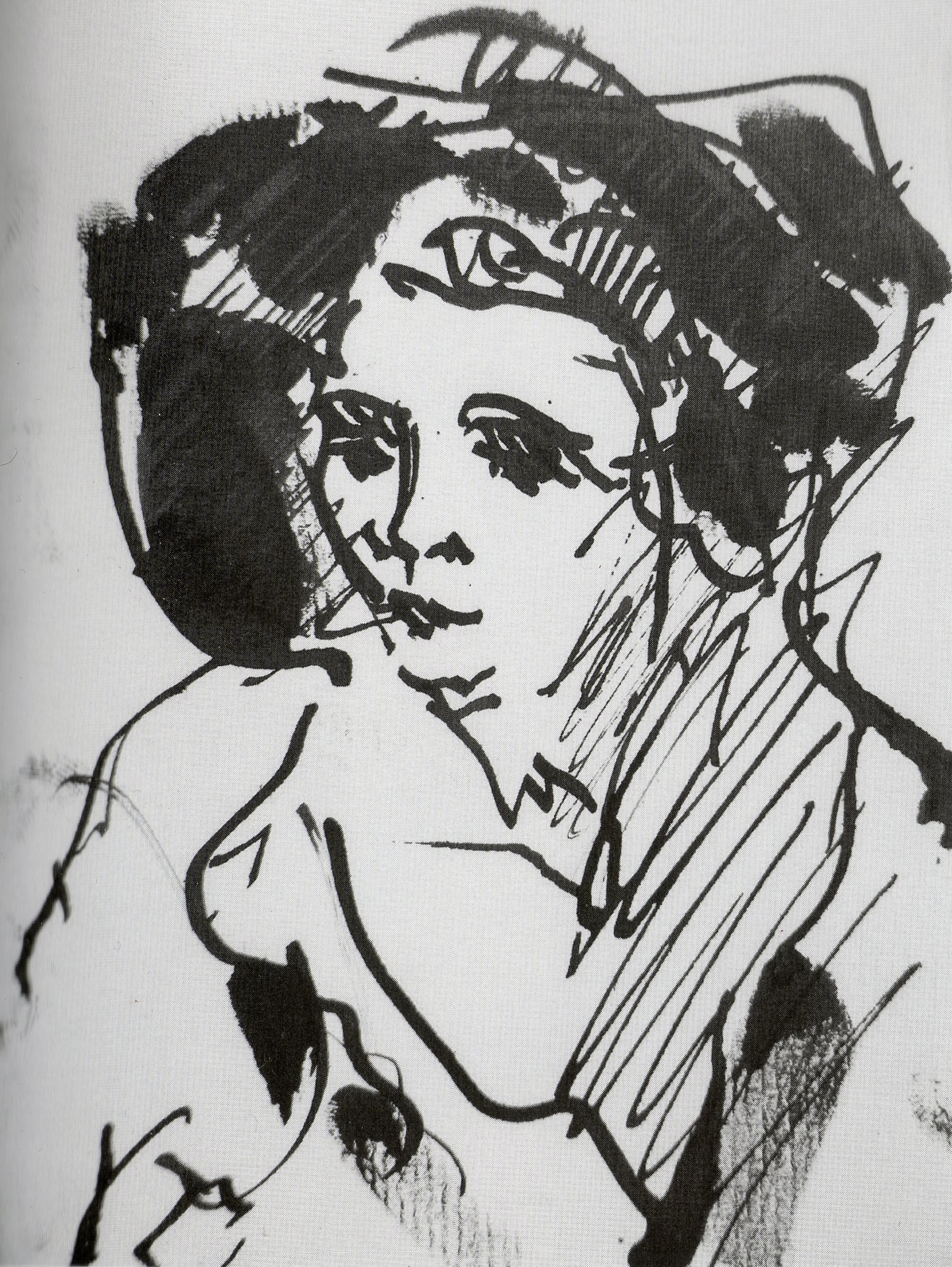
Studiu de portret (3)
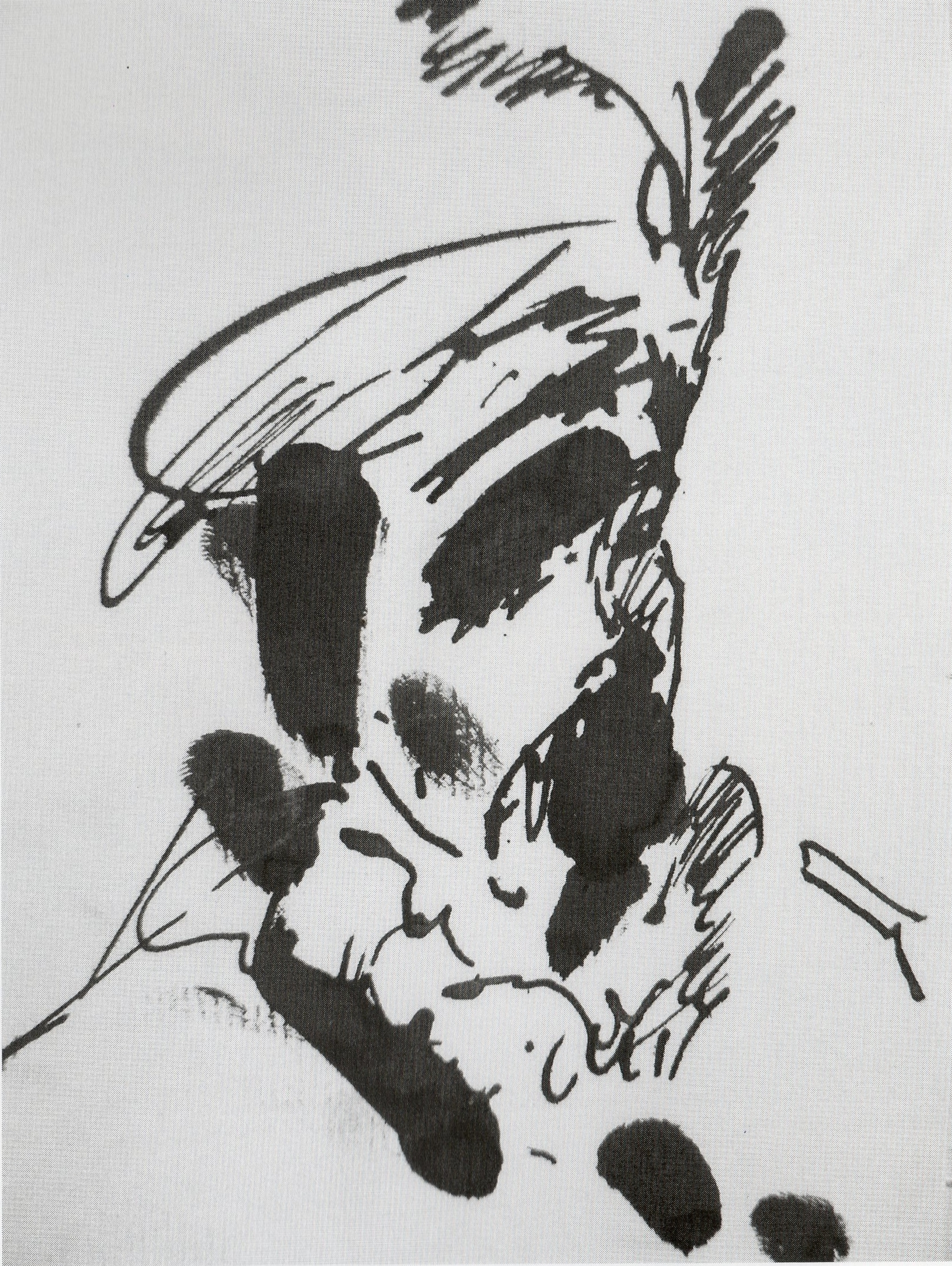
Studiu de portret (4)
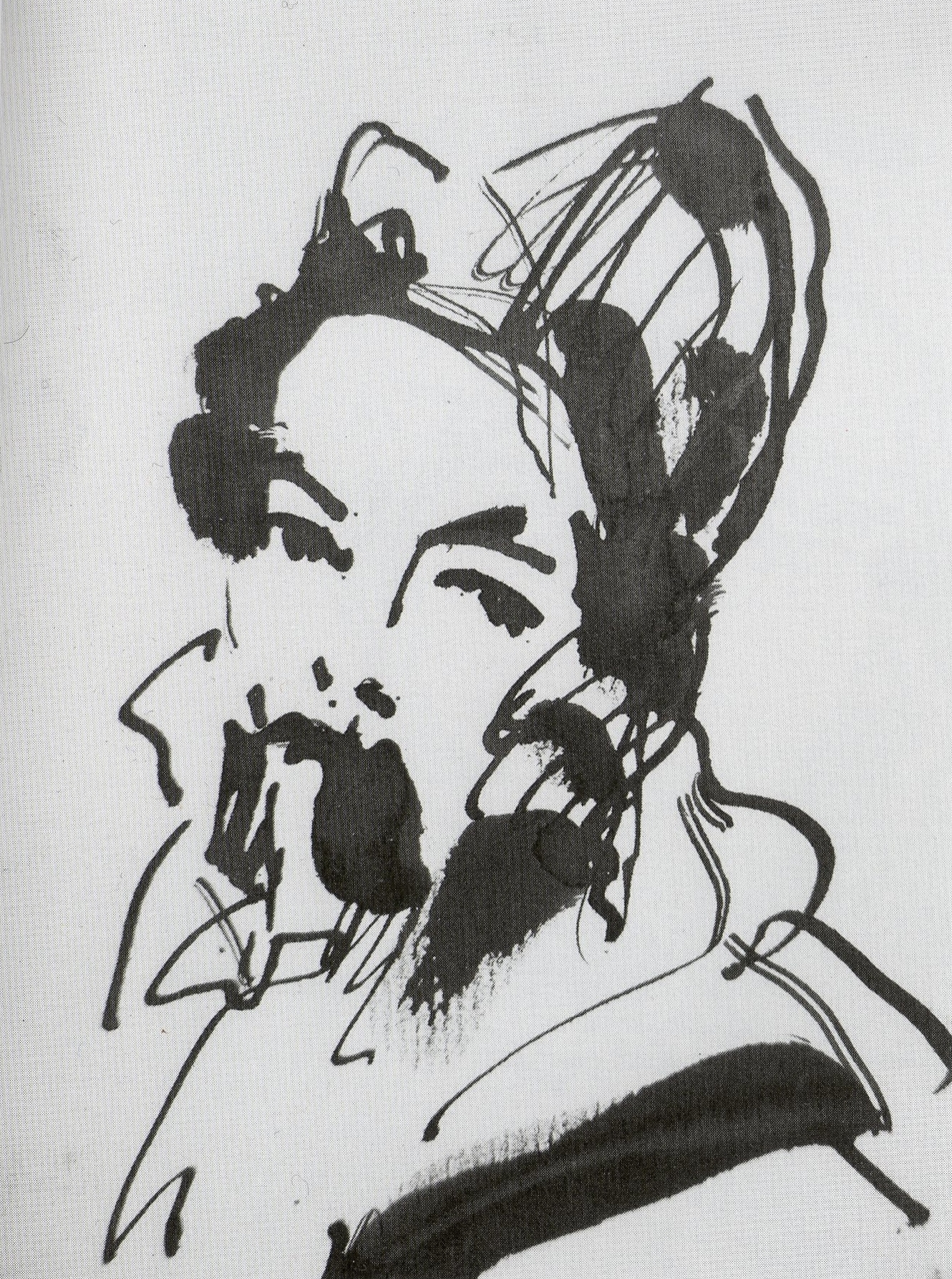
Studiu de portret (1)

### Grafică

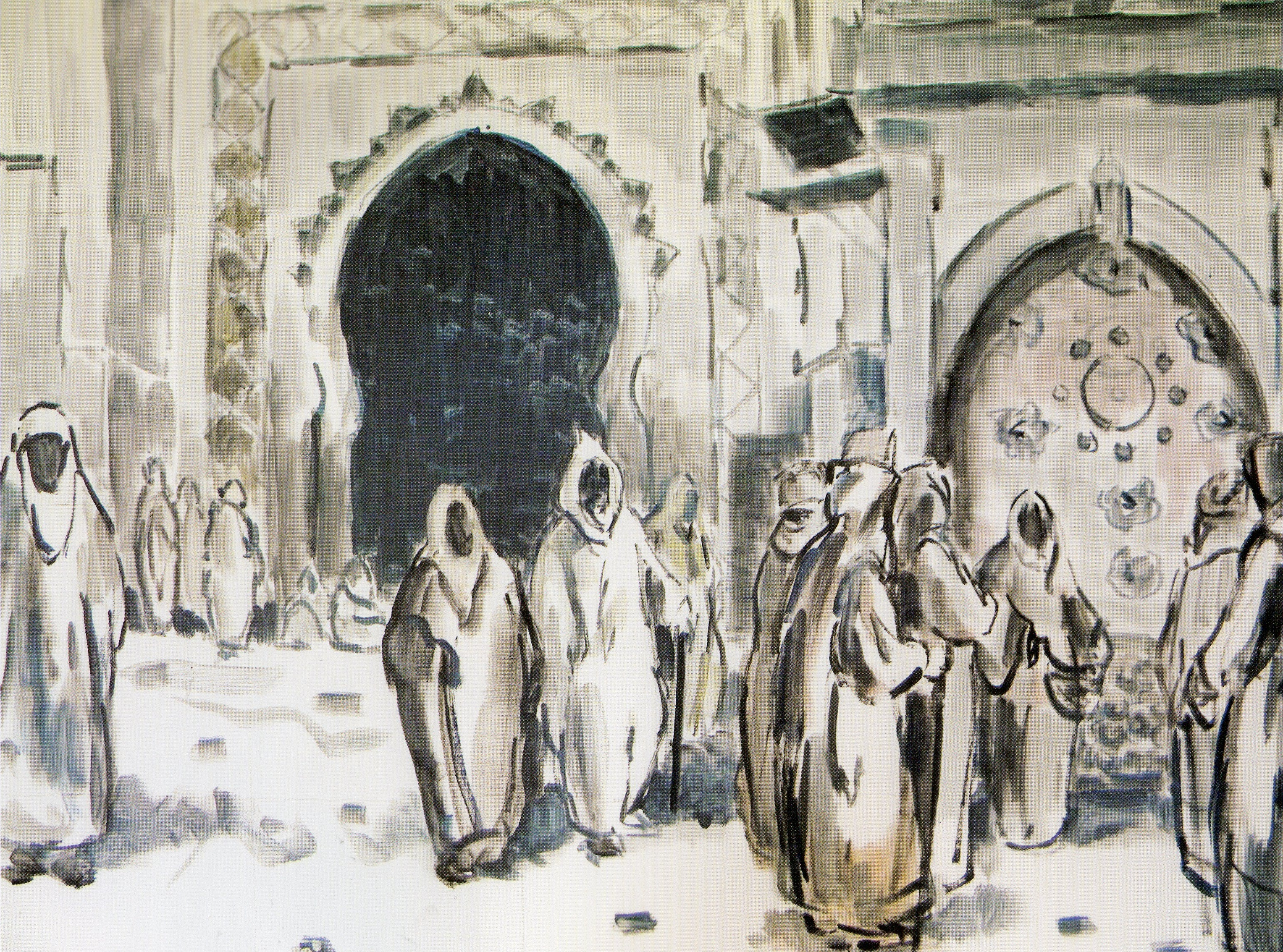
Schiță (3)
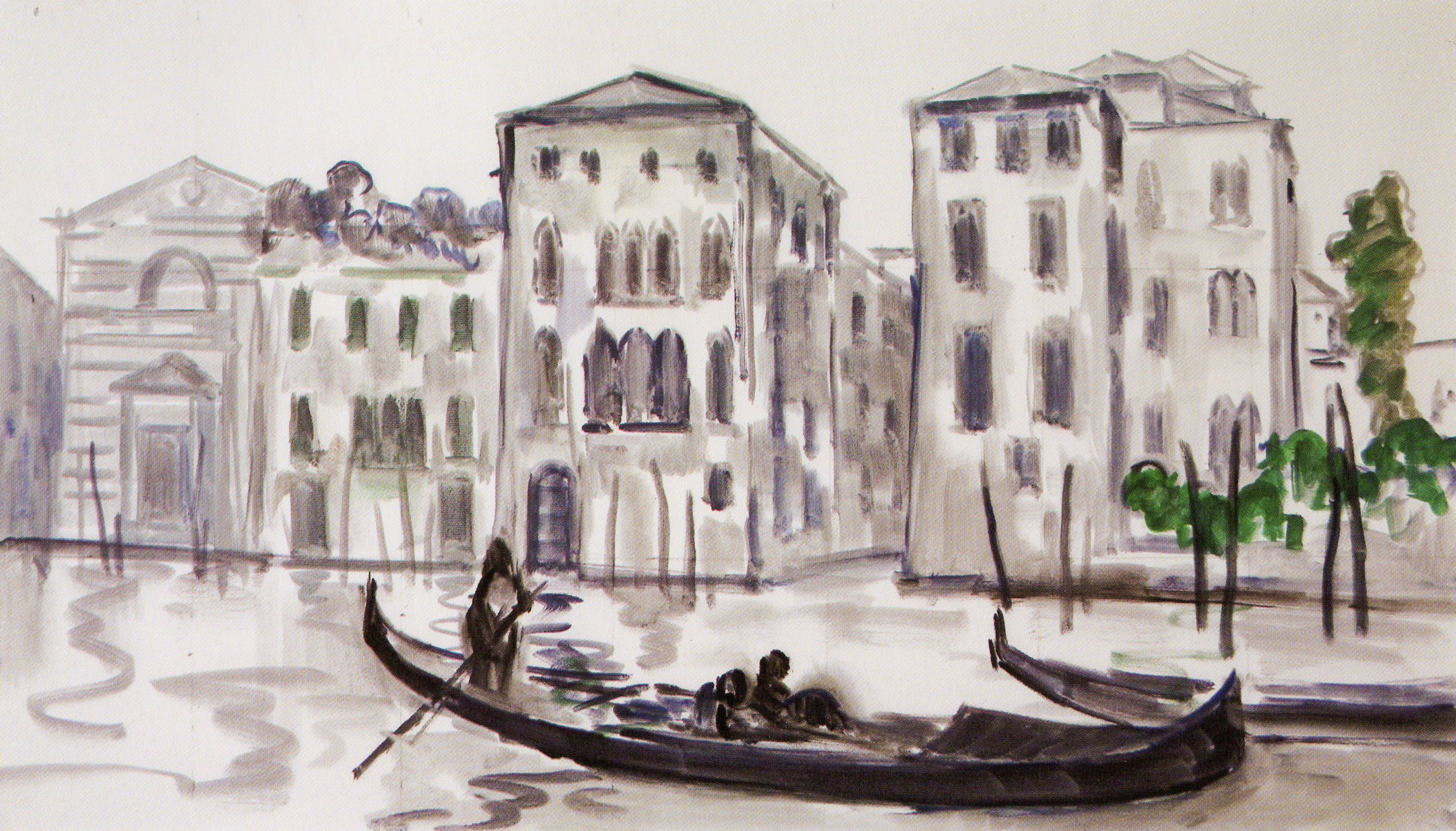
Schiță Veneția
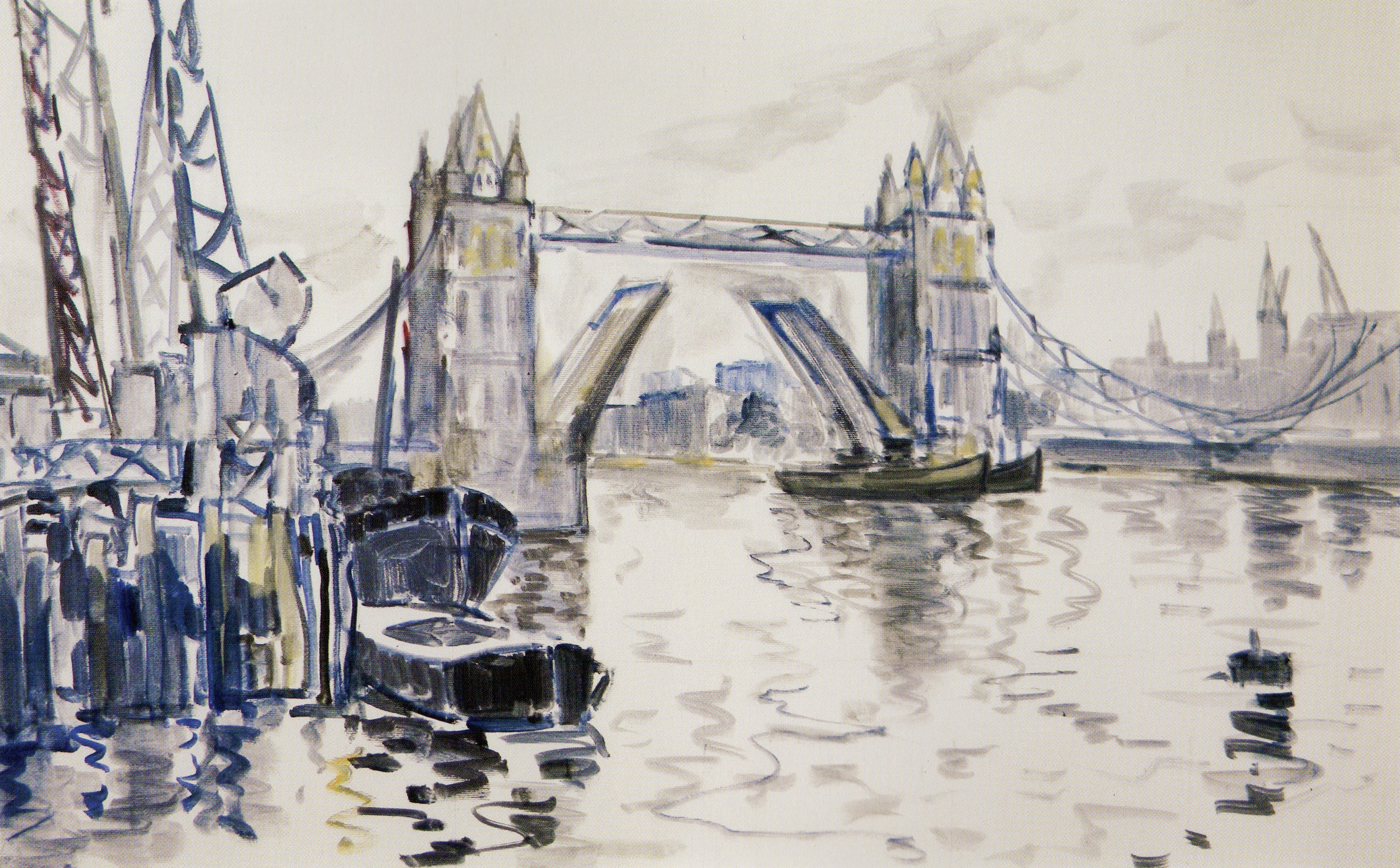
Schiță Tower Bridge
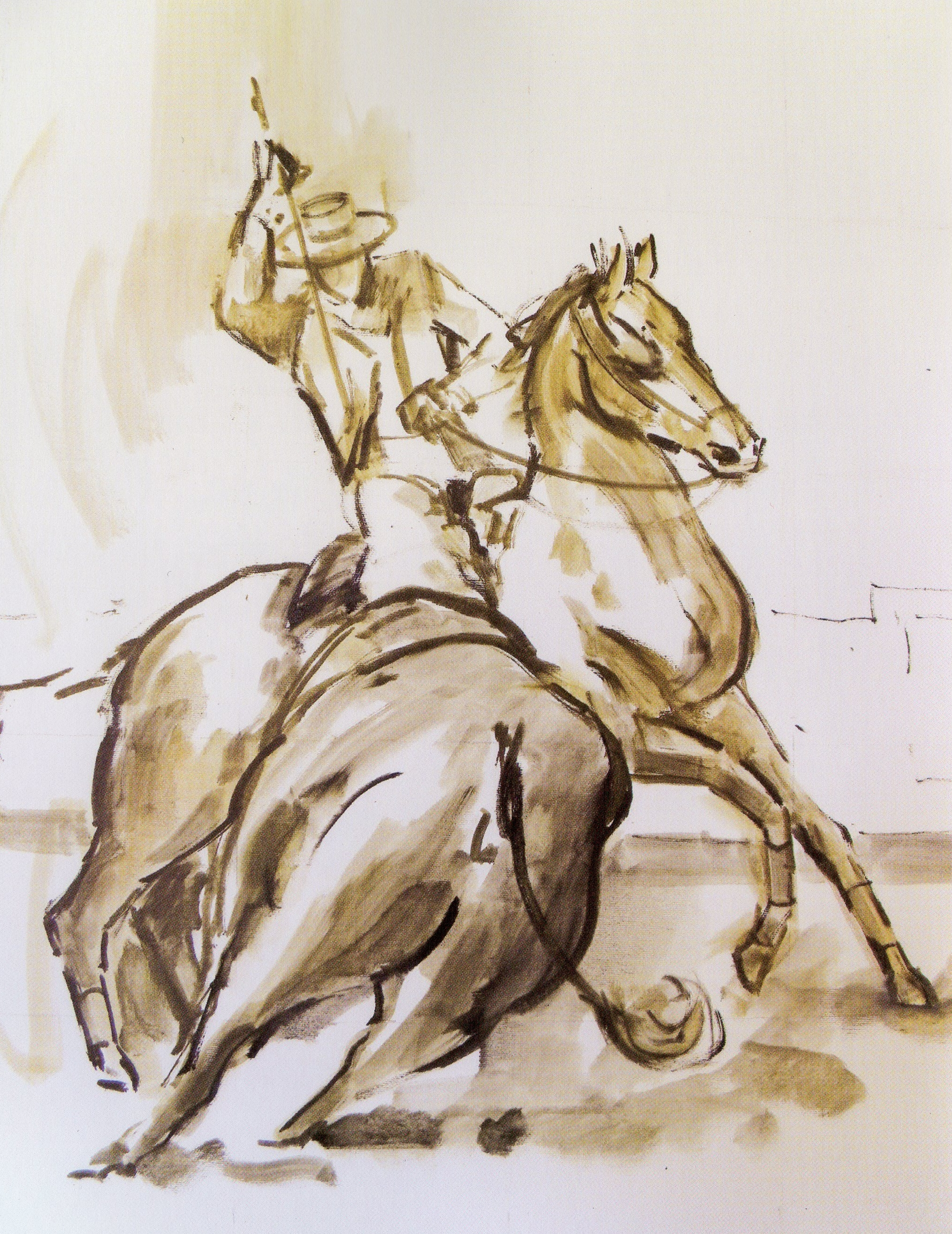
Toreador
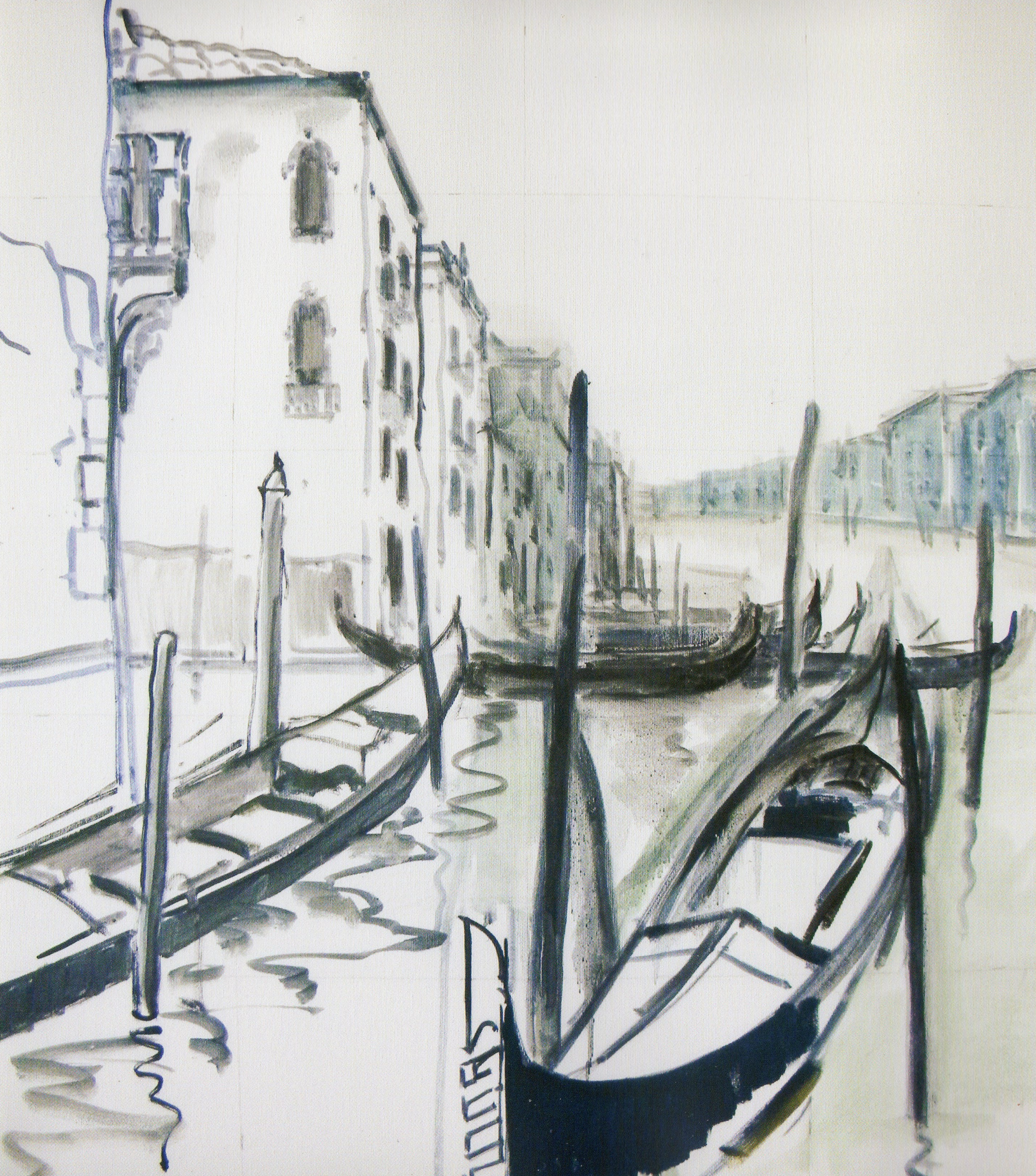
Schiță Grand Canale (Veneția)

### Naturi statice
„Naturile statice... originale prin inedit, prin surprinzătoarea grupare a obiectelor și prin cromatică (culori vii, percutante și vibrante, deși rostul lor este șă sugereze liniștea și pacea ce înconjoară lucrurile neînsuflețite, par gata de plecare..., sunt dinamice.”—Augustin Macarie în Sorin Adam - Albumul de grafică realizat cu sprijinul Prospero - Advertising Wizard - 2012, București, pag. 14

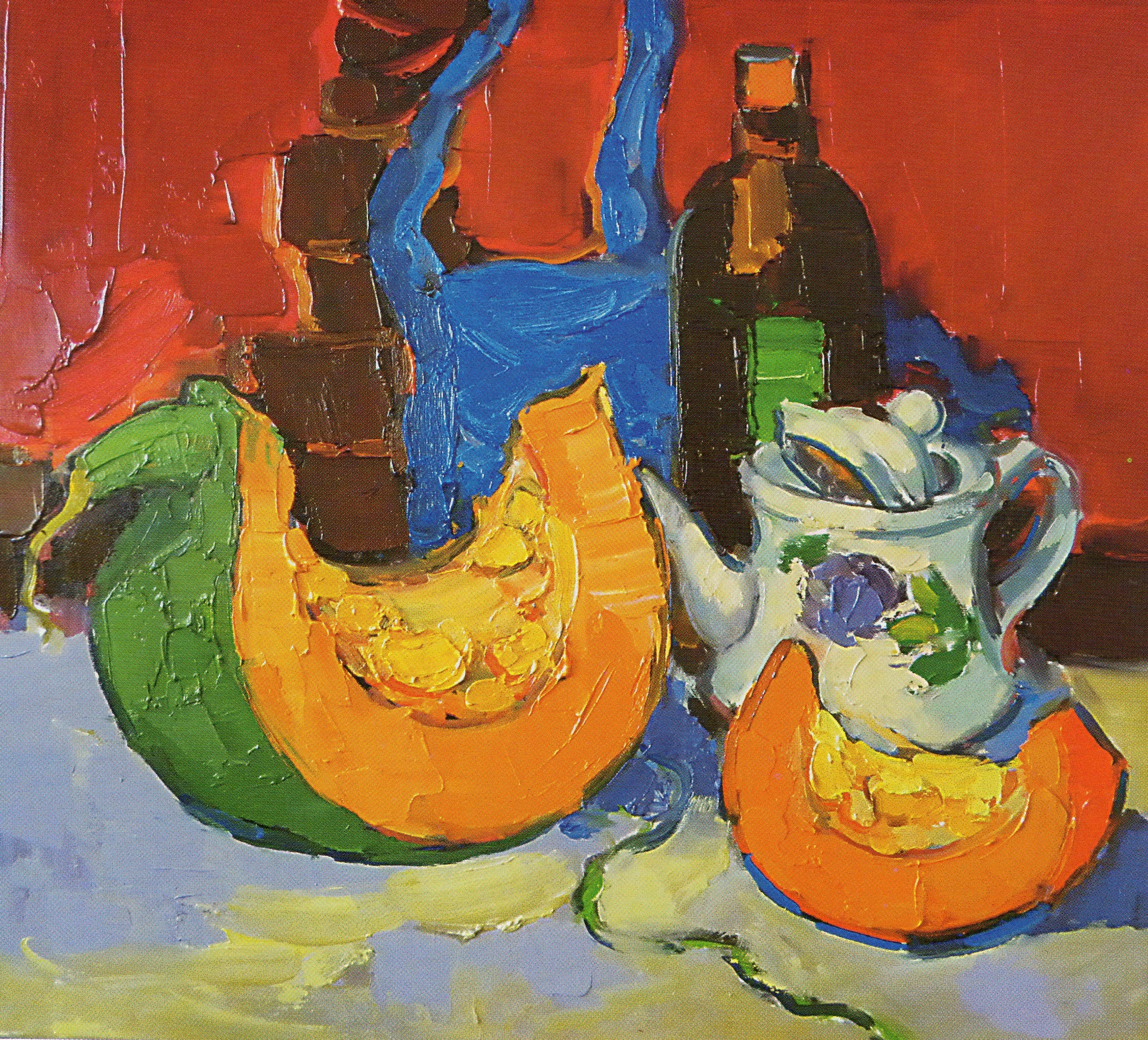
Natură statică cu dovleac, 2010
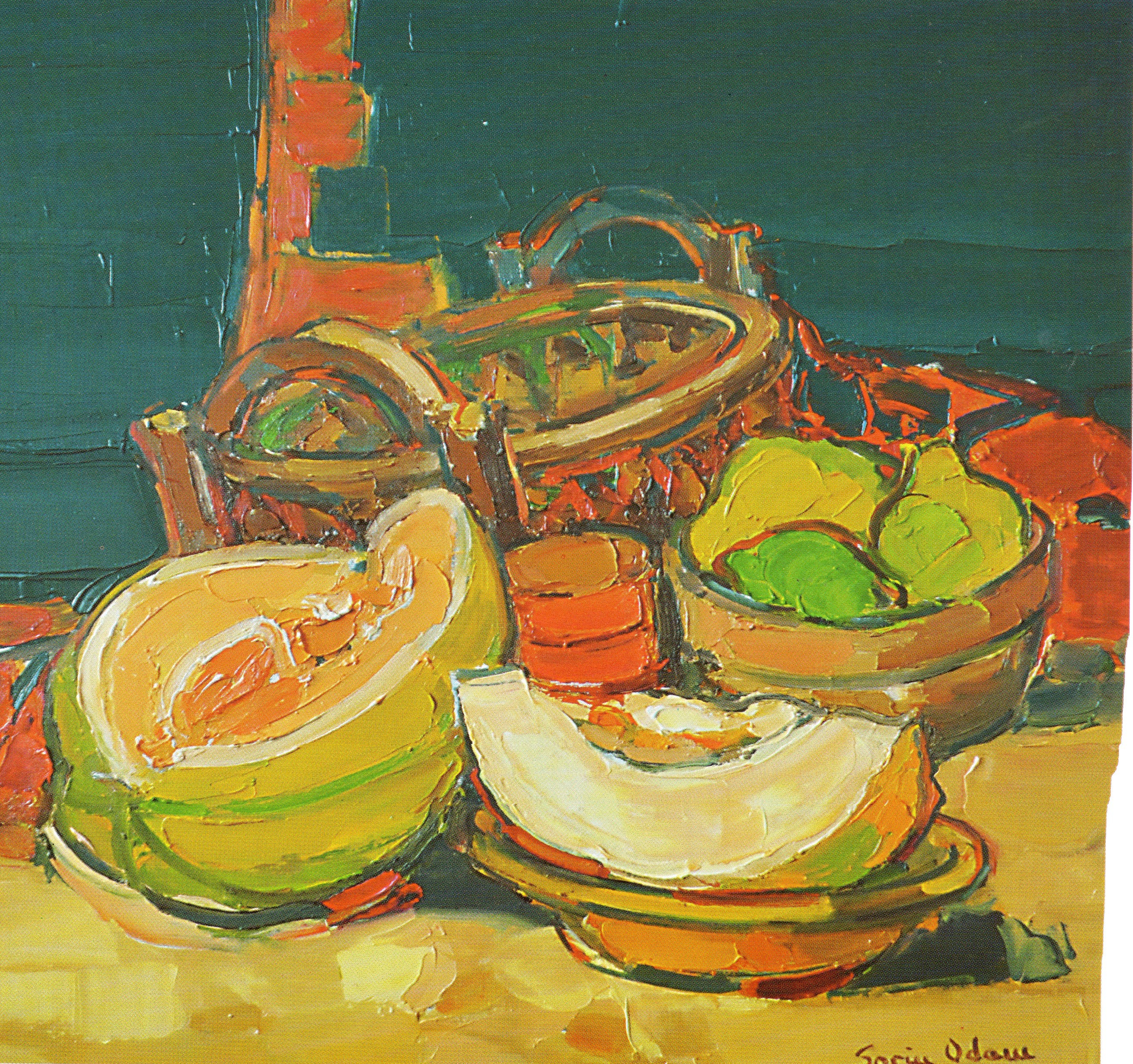
Natură statică cu pepene, 2010
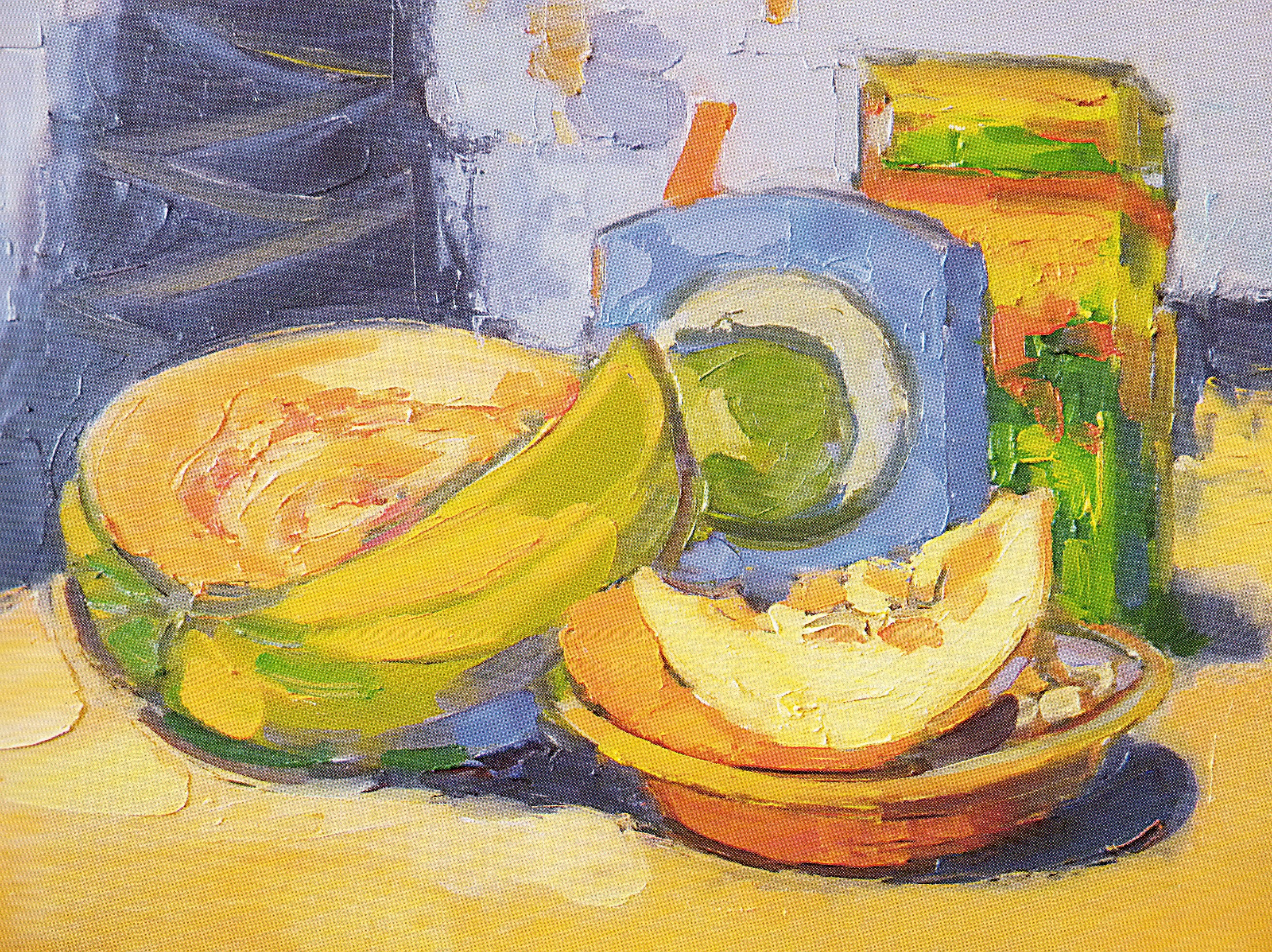
Natură moartă, 2010
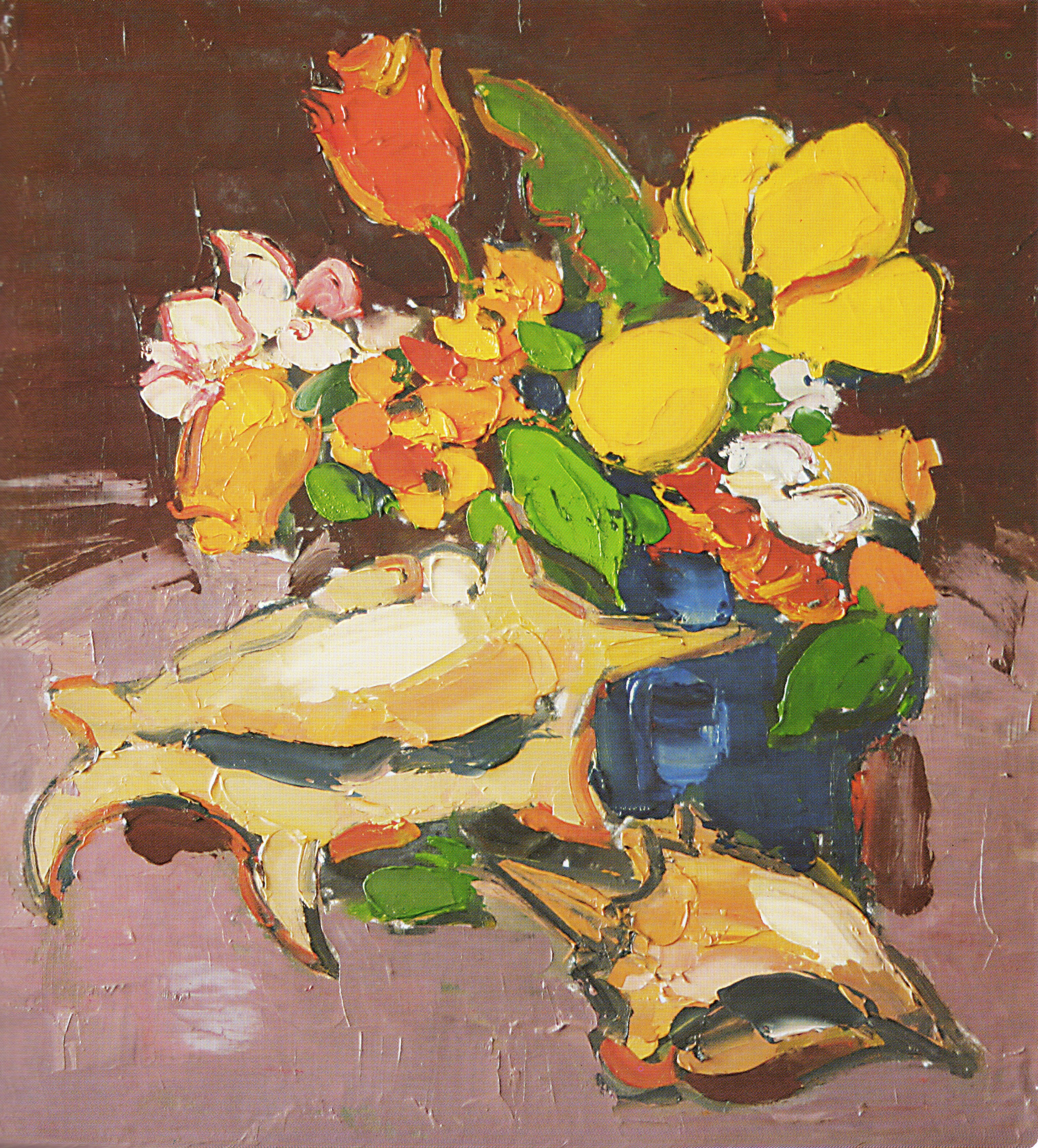
Flori cu scoici, 2006

### Nuduri

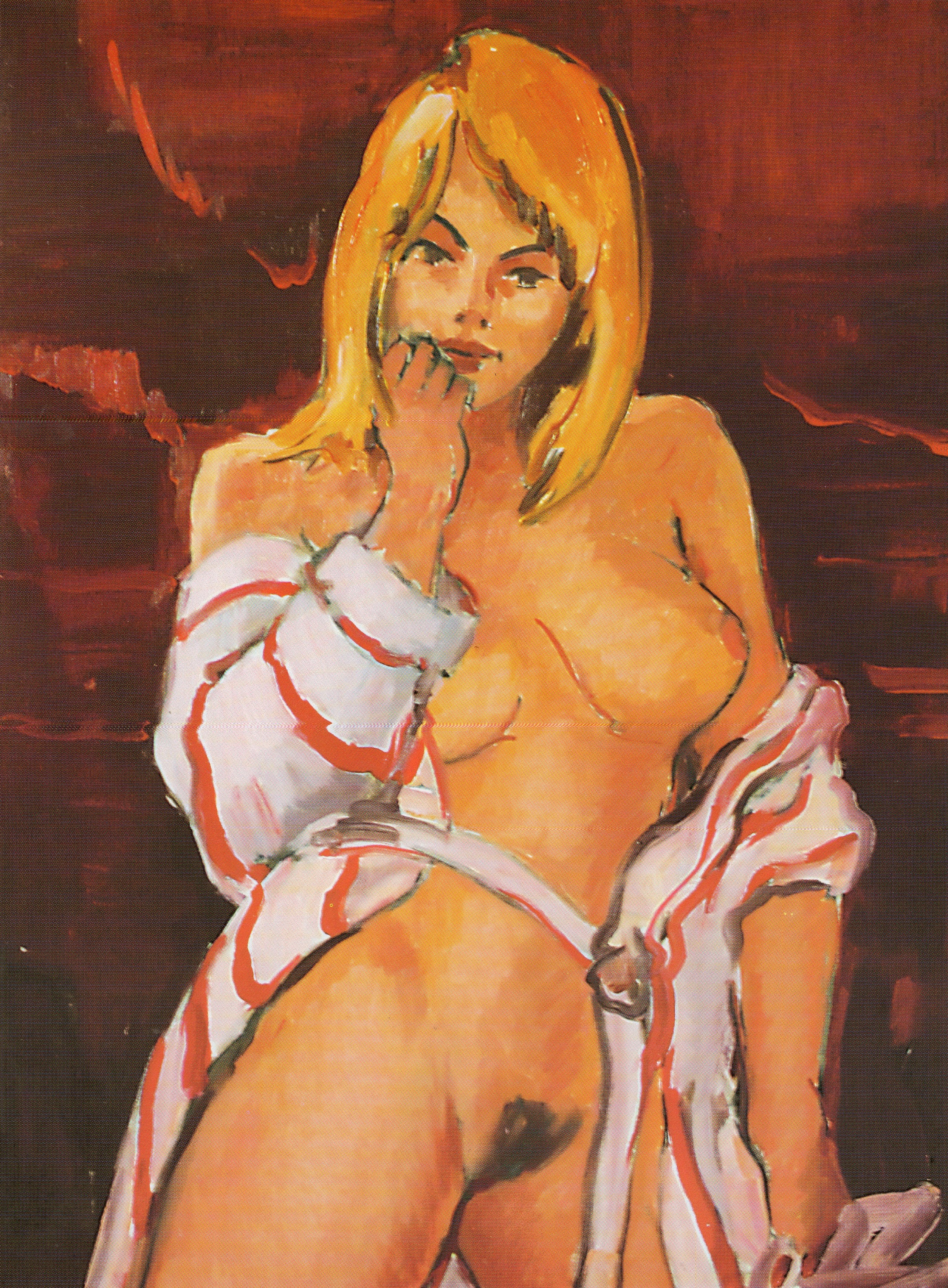
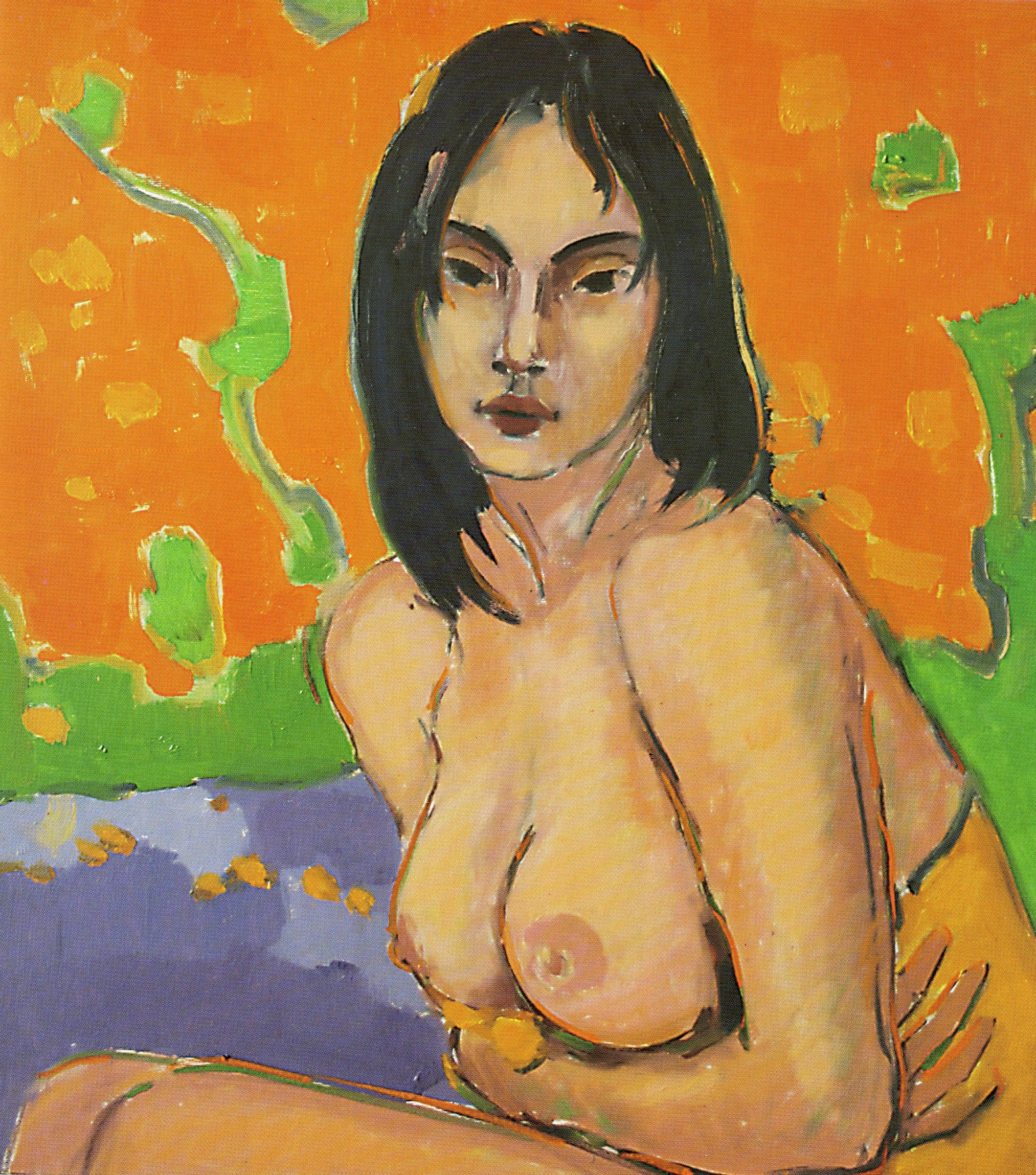
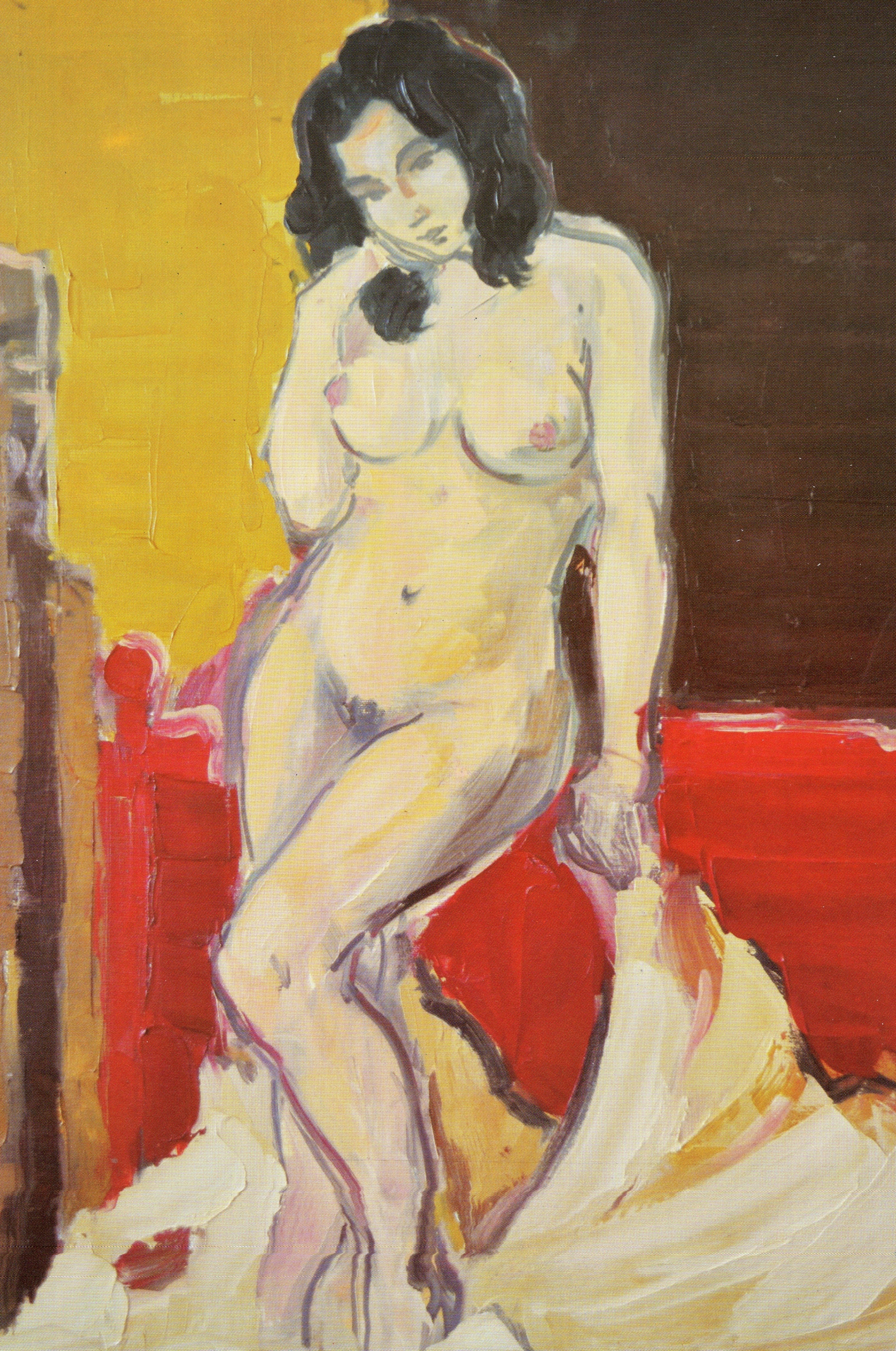
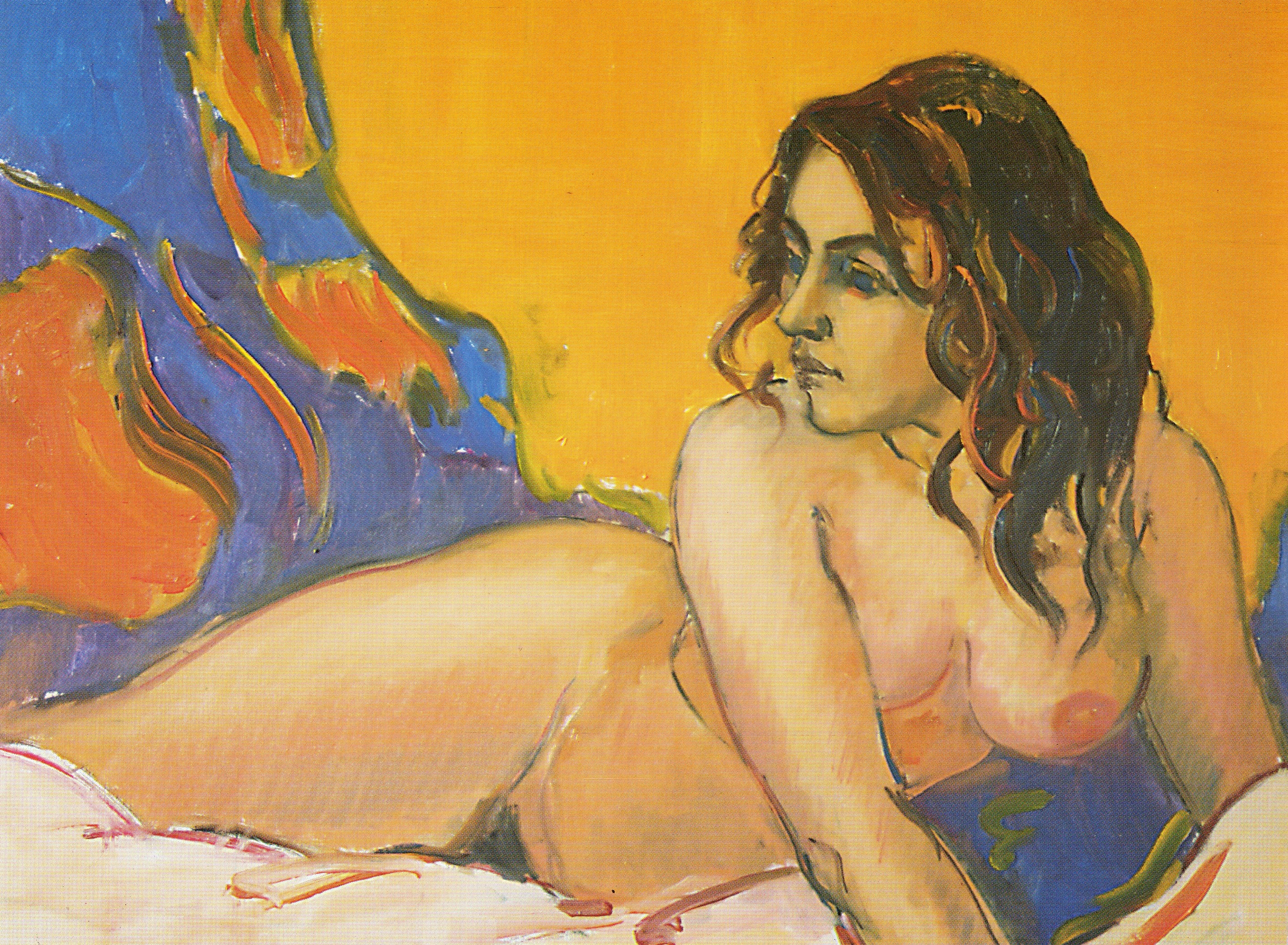

„...Poate fi întâlnită... o bogată și interesantă galerie de nuduri de o frumusețe plastică ce-l caracterizează drept un artist reprezentativ contemporan. Frumusețea corpului femini, varietatea ipostazelor - în toate cazurile ademenitoare, uneori chiar provocatoare, niciodată, însă, cu sugestii freudiste sau exagerat lascive. Și-n compozițiile cu nuduri, cromatica deține poziția de vioară-ntâi, de concert - maestru.”—Augustin Macarie în Sorin Adam - Albumul de grafică realizat cu sprijinul Prospero - Advertising Wizard - 2012, București, pag. 13

### Peisaje
„...Cea mai mare prezență sub raport tematic o constituie PEISAJUL, cu predilecție cel citadin. Cele mai multe "icoane" sunt din Italia (țară în care s-a manifestat expozițional, de mai multe ori, și în care, probabil, a beneficiat de vreo bursă de specializare. Italia este un fel de Mecca pentru artiștii plastici!). Ne întâlnim cu numeroase imagini  (cele mai multe panoramice, chiar dacă, în centrul lor, tronează anumite edificii) din San Giminiagno, Sesto Fiorentino, Corropoli, din zona de sud a țării lui Dante și din legendara Veneție (Case din Giminiagno, Peisaj din Corropoli, Ponte Rialto). Multe dintre ele își poartă cu demnitate, uneori și cu amărăciune, semnele și însemnele scurgerii, în valuri seculare, a timpului. În cele mai multe dintre acestea, artistul surprinde o profundă notă elegiacă, o poezie a vremurilor în continuă derulare cosmică... În toate aceste peisaje, Sorin Adam dovedește alese virtuți de arhitect inspirat care stăpânește liniile perspectivei, și desenul proiectiv, și mirajul ambiental, "Icoanele" lui, realiste prin înfățișarea "chipurilor", sunt încărcate cu vibrante accente romantice.”—Augustin Macarie în Sorin Adam - Albumul de grafică realizat cu sprijinul Prospero - Advertising Wizard - 2012, București, pag. 13

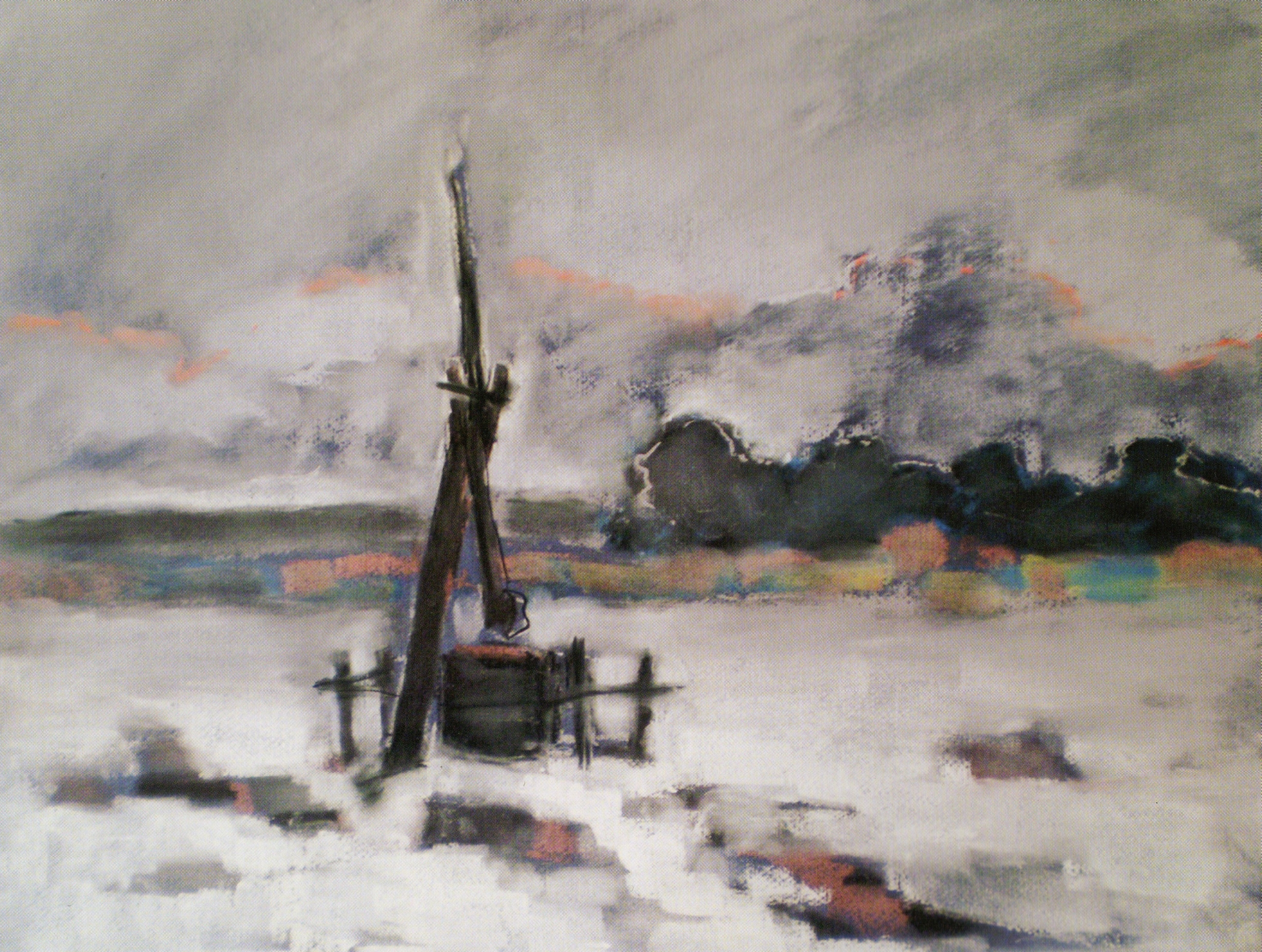
Iarnă la Bisericani (Republica Moldova)
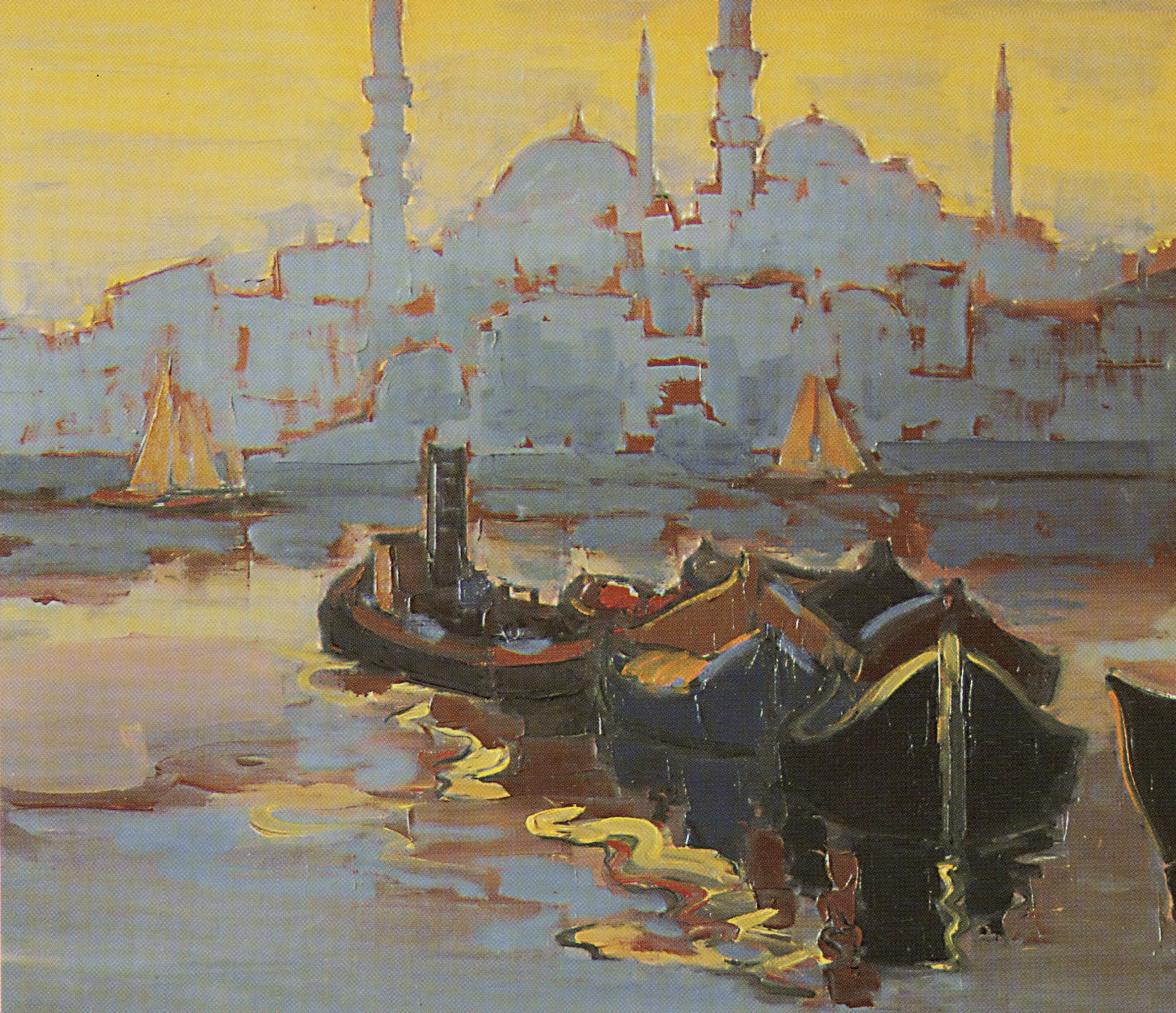
Bărci la Istanbul, 2008
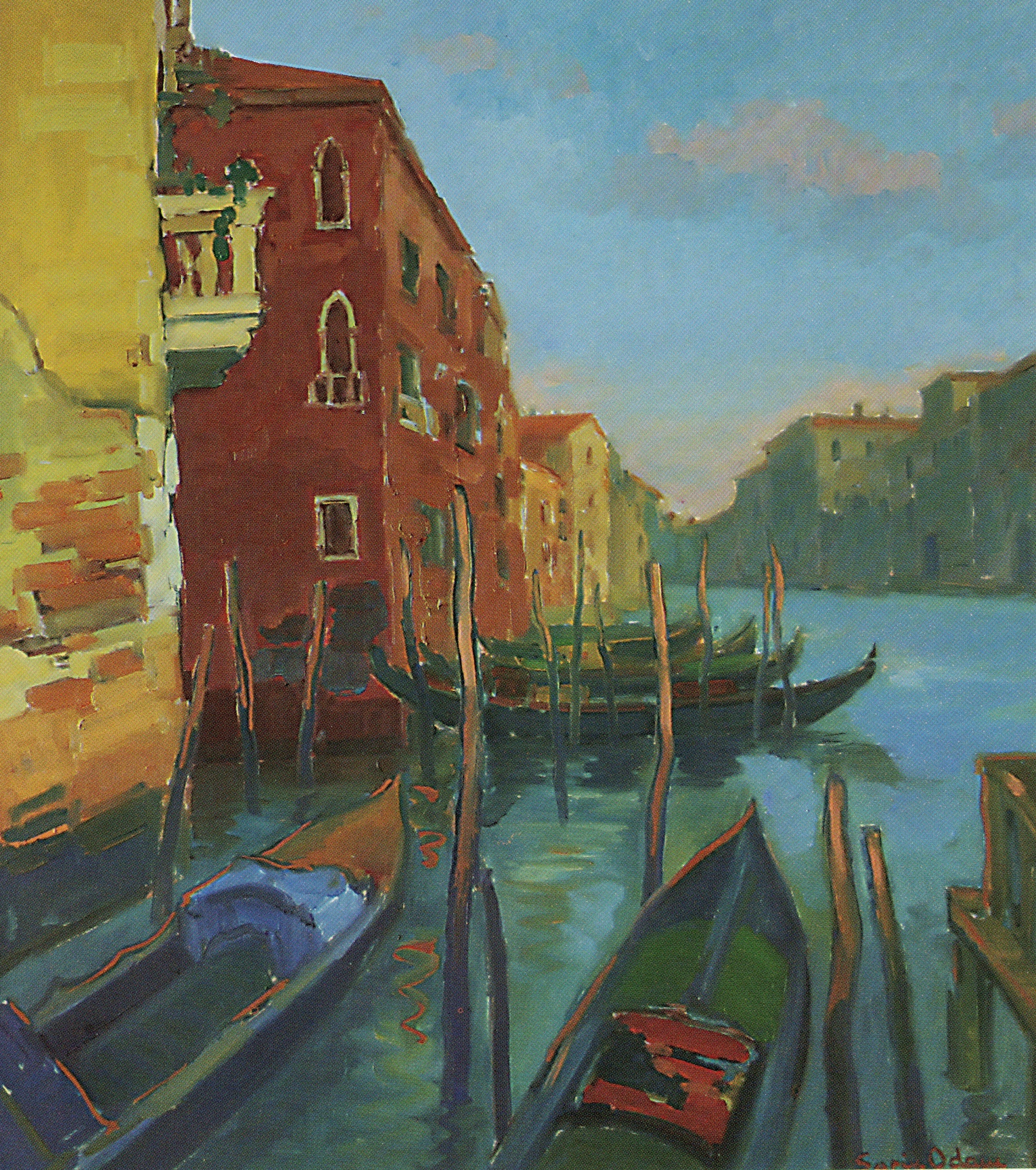
Canal Grande (Veneția), 2008
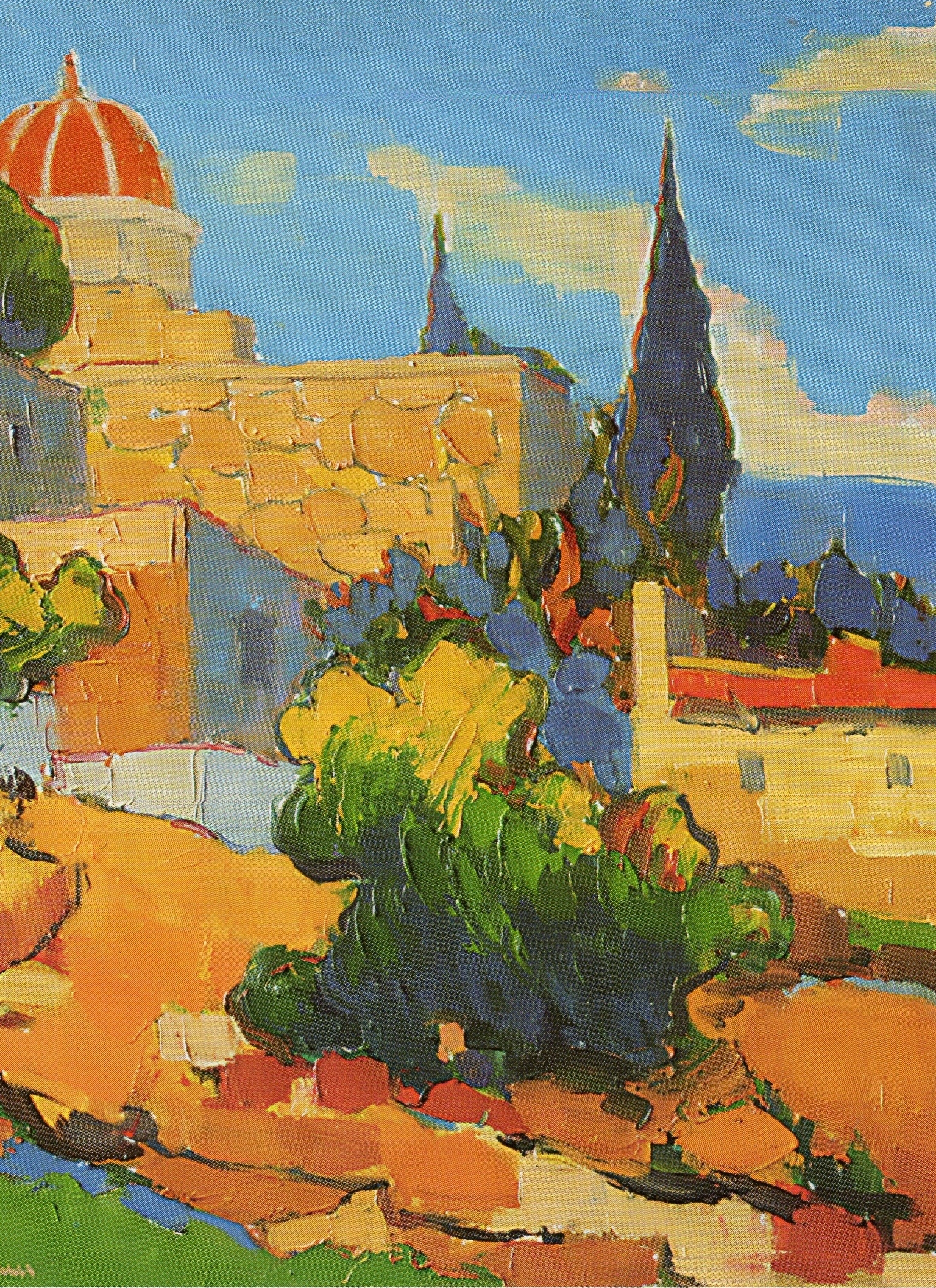
Case la Balcic, 2009
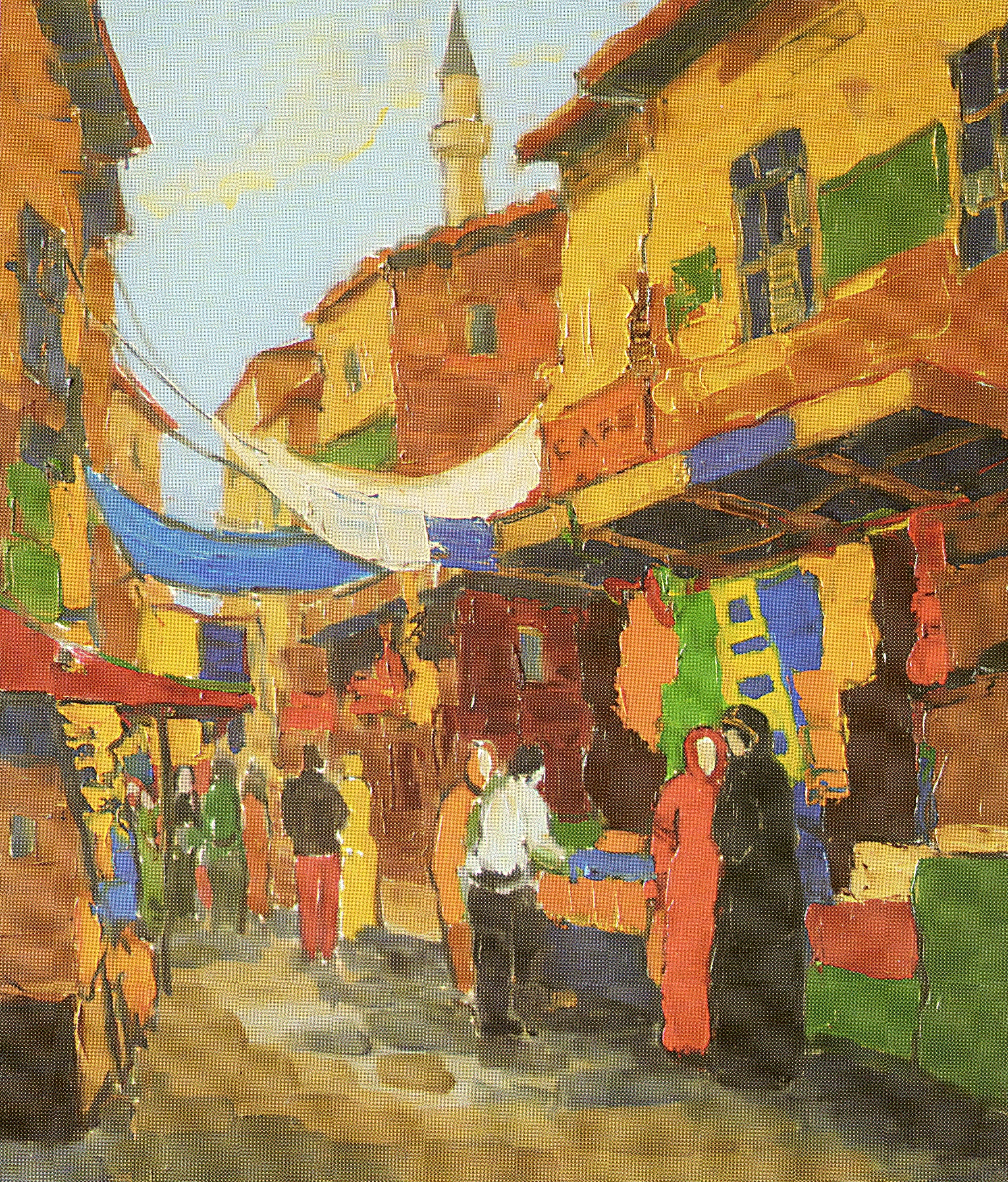
Muntele Bazar (Istanbul), 2008
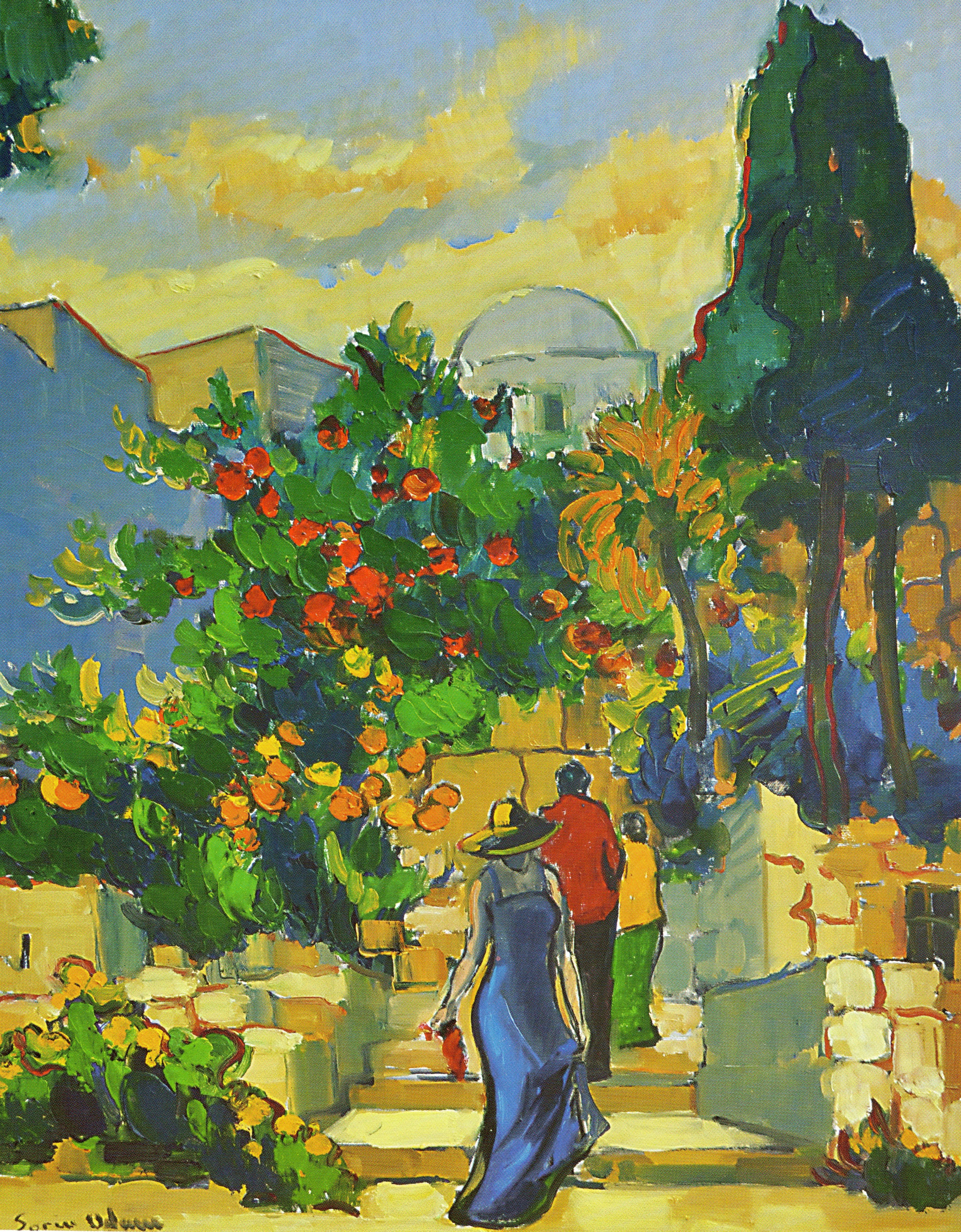
Peisaj din Ein Hod (Israel), 2009
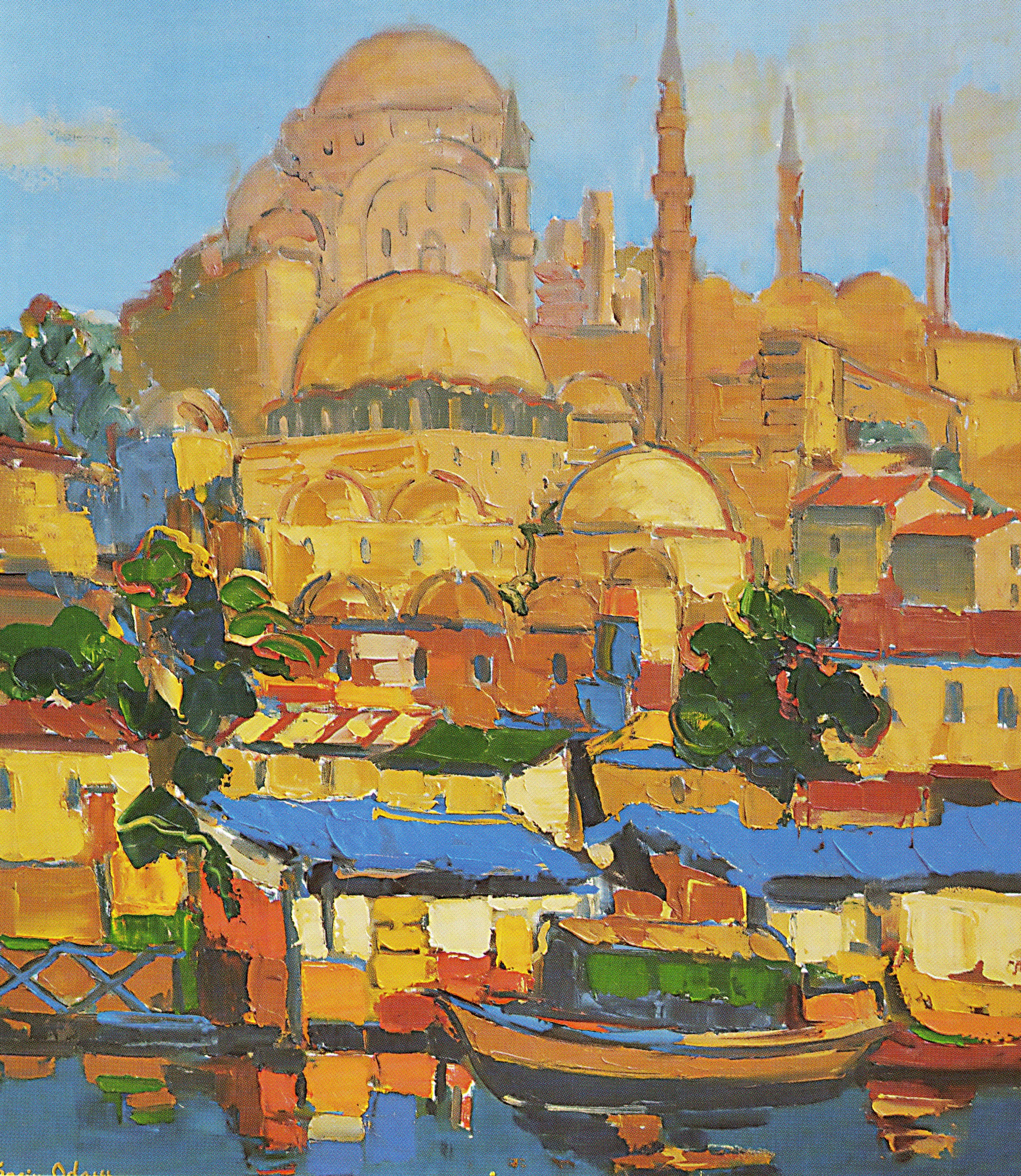
Peisaj de la podul Galata (Istanbul), 2008
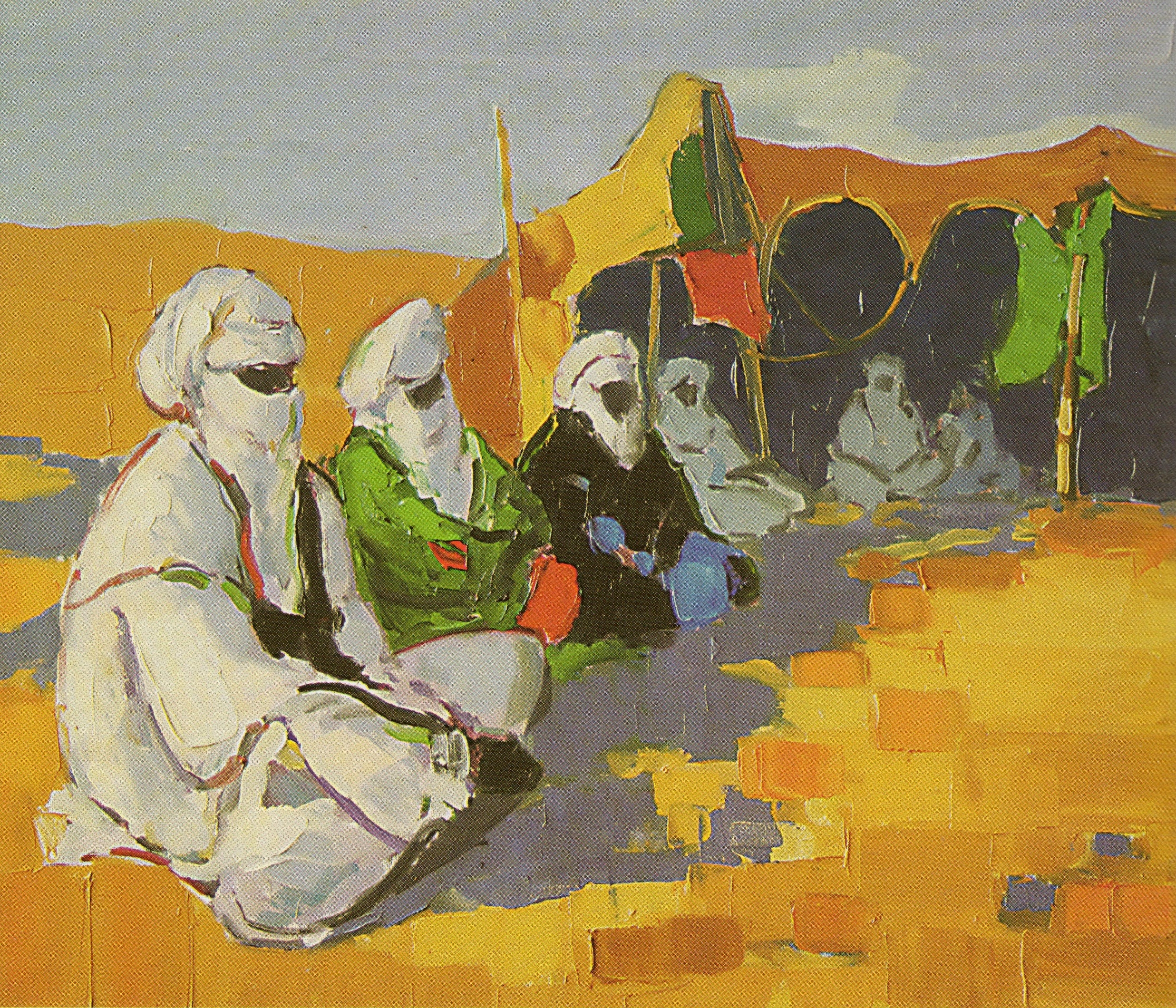
Tuaregii, 2009
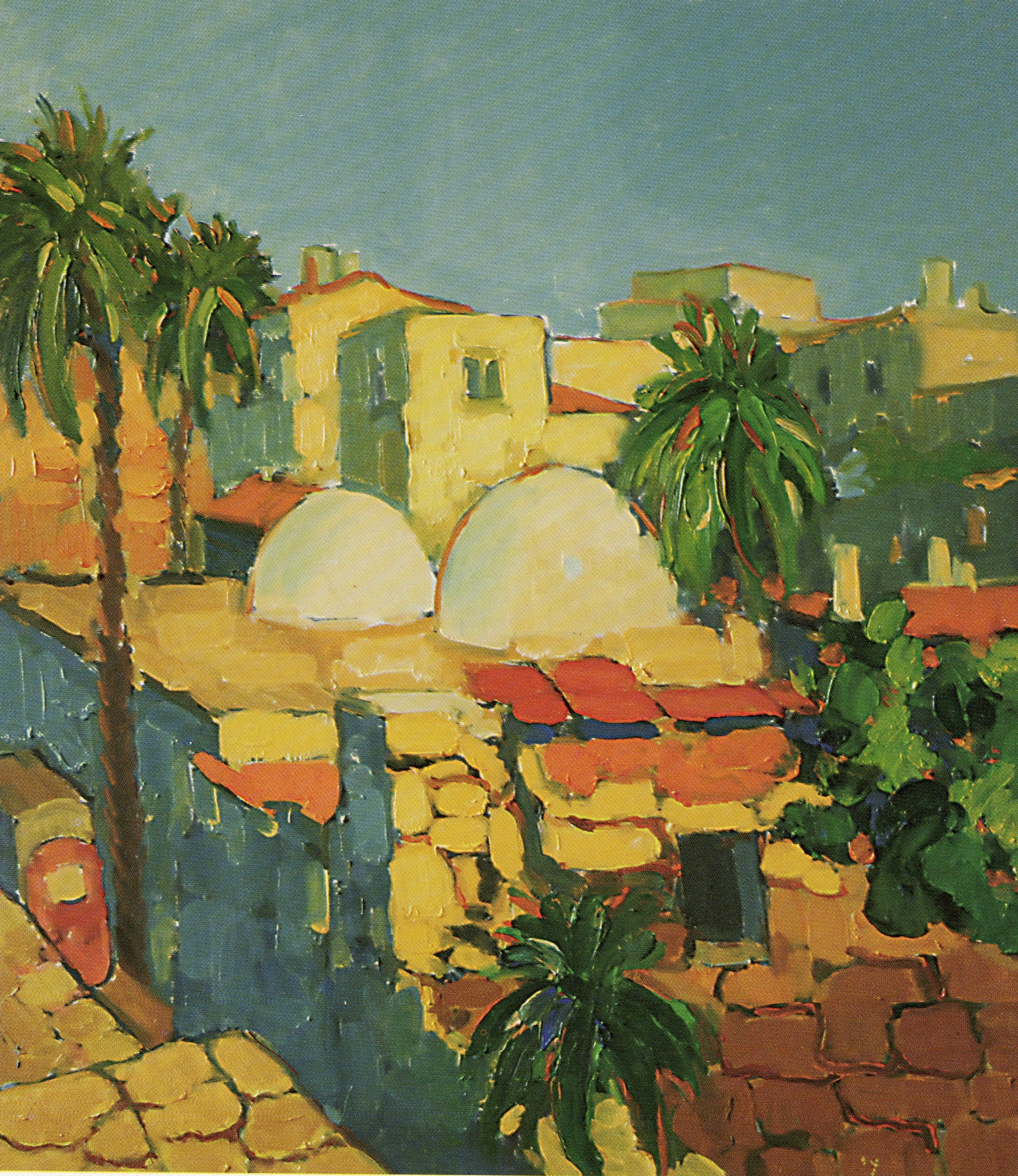
Acra (Israel), 2009
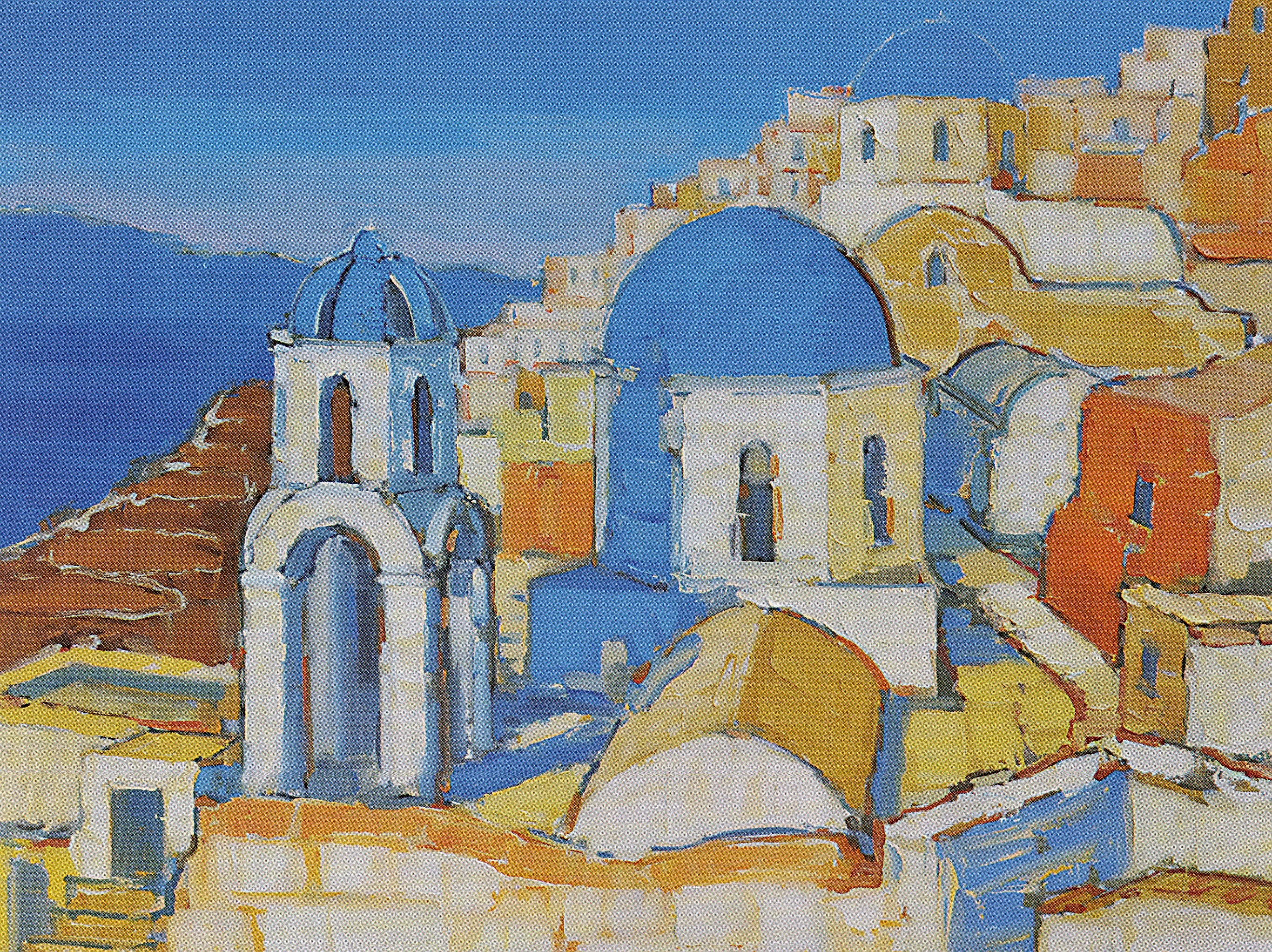
Peisaj din Santorini (Grecia), 2009